# Östra Nordstaden

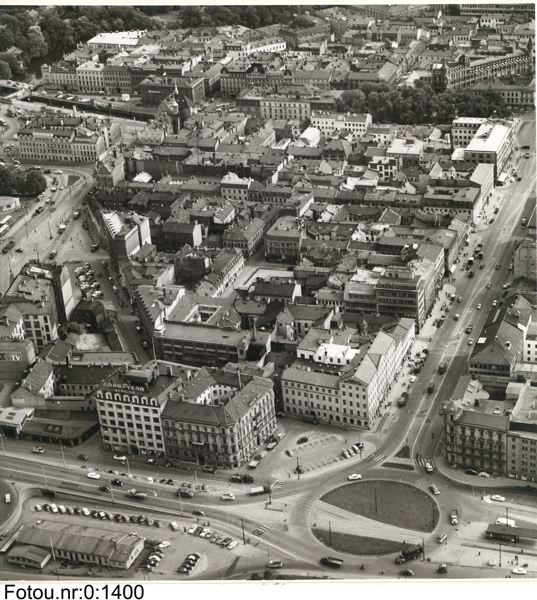
Flygbild från nordväst över Östra Nordstaden innan saneringen påbörjades 1965.

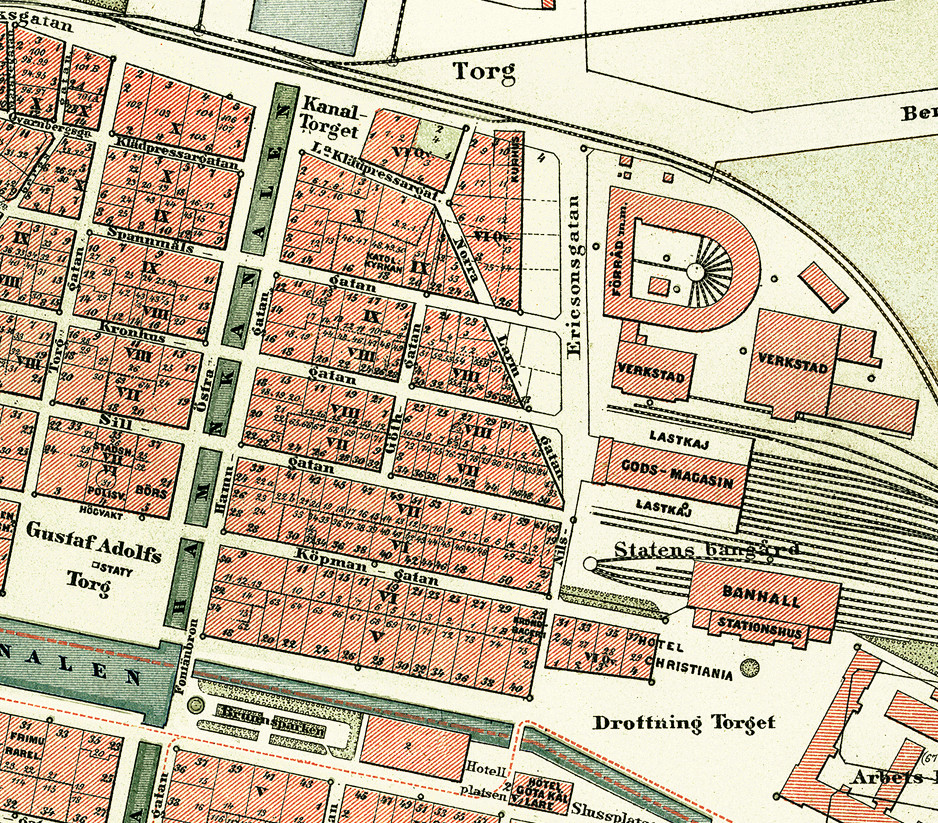
Östra Nordstaden år 1888. Östra Nordstaden omges av Östra Hamngatan, Lilla Bommens torg, Nils Ericsonsgatan och Norra Hamngatan.

Östra Nordstaden är en del av stadsdelen Nordstaden i centrala Göteborg. Den präglades fram till slutet av 1960-talet av 1600-talets stadsplan och de flesta byggnaderna var då uppförda i början av 1800-talet. Stadsdelen drabbades fram till år 1813 av flera omfattande stadsbränder, då stora delar av området förstördes. I den nordöstra delen gränsade stadsdelen till det tidigare fästningsverket, vilket omgav staden. Sedan fästningsverket rivits under första delen av 1800-talet, anlades nya byggnader och torg där fästningsverket tidigare legat.
Historiskt fanns det tio kvarter i Östra Nordstaden, men genom rivningarna och uppförandet av nya kontors- och affärshus under 1960- och 1970-talen slogs flera kvarter samman, så att området numera endast omfattar tre kvarter. Vissa gator och torg utgick i och med den nya stadsplanen, medan andra fick ändrade sträckningar.
Bland de verksamheter, som fanns i området under 1800-talet, märks tobaksfabriker, brännvinstillverkaren O.P. Andersson & Son, Kjellbergska flickskolan, Göteborgs Handels- och Sjöfartstidning, samt olika handelshus. Kronobageriet och stadens slakthus låg i kvarteret Kronobageriet från 1600-talet fram till 1890-talet respektive år 1835. I området fanns flera hotell för emigranter och många mindre företag – vid inledningen av omdaningen uppgick antalet till 258 företag.
Genom Projekt Östra Nordstaden under åren 1959–1975 omdanades och ”sanerades” hela Östra Nordstaden till köpcentrumet Nordstan. Projektet drevs helt i privat regi av flera byggbolag, vilka samverkade i det gemensamma bolaget Östra Nordstaden AB & Co. Kommanditbolag. Projektets finansiering utfördes av fyra banker. Kommunens fastigheter och gator inom området överläts till kommanditbolaget och kommunen beslutade om nödvändig expropriering.

## Historik
Fram till 1960-talets slut och början av 1970-talets början var Östra Nordstaden "emigranthotellens, lagerlokalernas och ölstugornas kvarter", vilka präglades av 1600-talets stadsplan. De flesta fastigheterna hade uppförts omkring sekelskiftet 1800, efter de stora stadsbränderna.
Byggnaderna bestod till största delen av trevåningshus, som innehöll främst kontor, lager, hantverk och småindustri, samt hotell och restauranger. Bostäderna omfattade endast fem procent av våningsytan. De flesta företagen var små och omkring 60 % av dem hade färre än fem anställda. Få nya byggnader uppfördes i Nordstaden efter år 1910 och antalet boende minskade. Efter hand lämnade även verksamheter Östra Nordstaden och ersattes av lagerlokaler, vilket ökade förfallet och i början av 1960-talet genomfördes vissa sporadiska rivningar i området. De första rivningarna skedde i maj 1961 i korsningen Kronhusgatan / Götgatan, bland annat Kronhusgatan 28, vilket troligen var stadsdelens äldsta hus, uppfört på 1780-talet. Kronhusgatan 26 hade dock rivits tidigare. I början av 1964 hade tio av Östra Nordstadens 84 hus rivits. Det bedömdes inte finnas någon kulturhistoriskt värdefull bebyggelse i Östra Nordstaden, förutom Thulehuset och apoteket Vasen.

### Eldsvådor
Östra Nordstaden drabbades av flera omfattande eldsvådor genom åren. Den 10 maj 1669 ödelades hela Västra Nordstaden (5:e kvarteret), samt större delen av Östra Nordstaden. År 1746 brann åter 5:e kvarteret, men Östra Nordstaden skonades delvis då elden stoppades av Östra hamnen. Vid branden i juni 1758 uppstod stora skador i 5:e kvarteret. Även några fastigheter vid Kronhusgatan i kvarteret Tenngjutaren drabbades vid det tillfället av branden. I februari 1766 och i april 1772 härjades hus vid Kronhusgatan av bränder.
Natten mellan den 3 och 4 februari 1794 utbröt en brand i ett hus vid nuvarande Postgatan 28. Branden spred sig snabbt och alla byggnader norr om Postgatan (Sillgatan) brändes ner. Genom att riva två hus vid Sillgatan 42 och vid Kronhusgatan 27 lyckades man hejda elden och rädda ett par fastigheter i kvarteret Gästgivaren. Totalt brändes 87 hus ner. Återuppbyggandet tog tid, då det blev förbjudet att bygga annat än stenhus, vilket flera tomtägare inte hade råd med.
I september 1813 utbröt en brand i ett tvåvånings trähus, tillhörande skomakare Eric Hallberg, vid Kronhusgatan 29. Nästan 100 trähus brann ner, men även i flera stenhus förstördes allt, eller det mesta, brännbart. Samtliga trähus som räddats år 1794 förstördes vid denna brand. Kronobageriet och det Santessonska sockerbruket lyckades man dock rädda.

## Gator och torg

Lilla Bommen och Kanaltorget, med utsikt från Sankt Eriks torg år 1902.

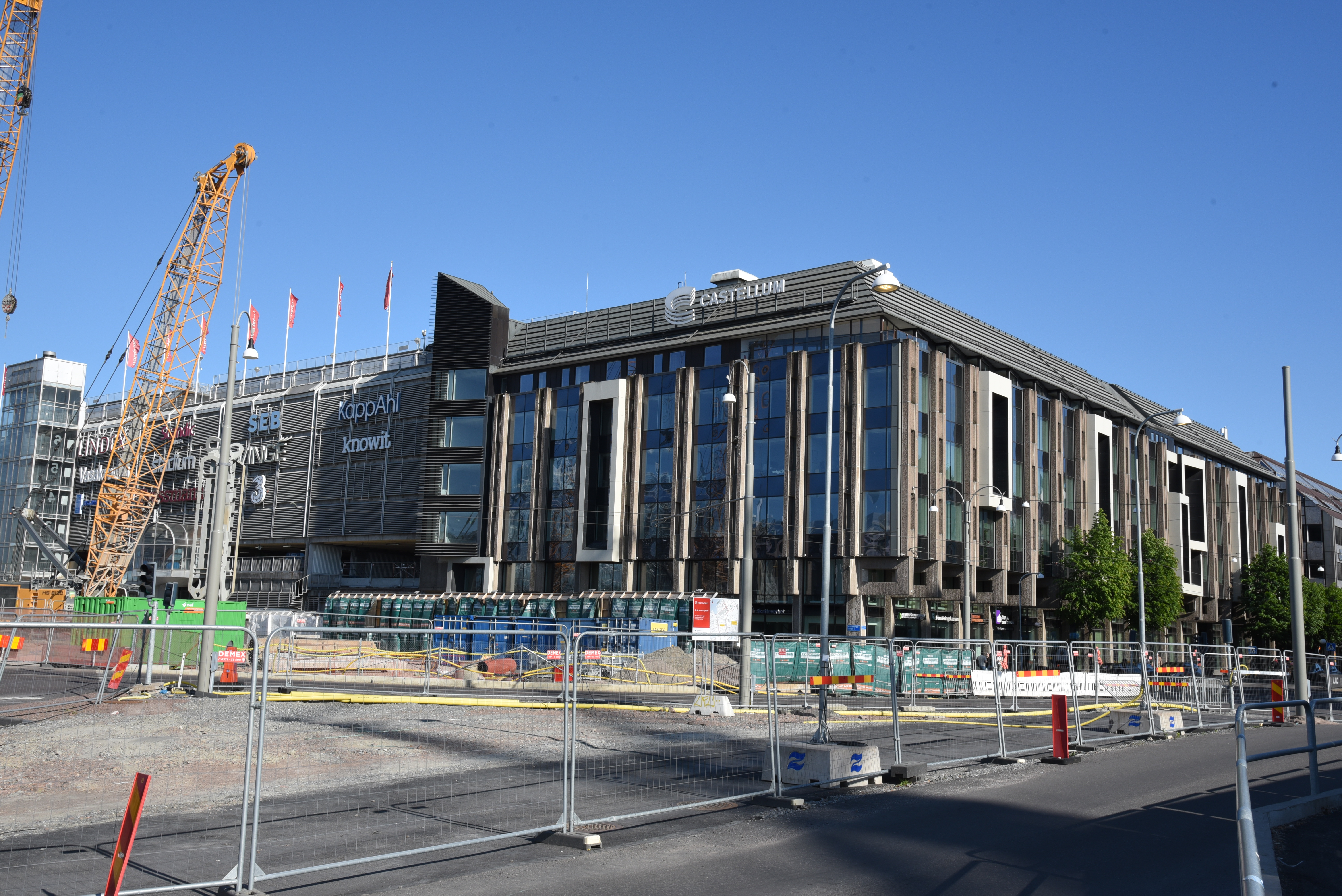
Kvarteret Hövågen vid Kanaltorgsgatan – Östra Hamngatan år 2023.

- Spannmålsgatan fick sitt namn år 1671, troligen efter spannmålsmagasin eller spannmålshandel vid gatan. Den sträcker sig från Kvarnberget i Västra Nordstaden till Nils Ericsonsgatan.[9]
- Kronhusgatan fick sitt namn år 1666 efter Kronhuset.[10] Sträckningen i Östra Nordstaden utgick i samband med byggandet av Nordstans köpcentrum.[4]
- Postgatan (Sillgatan) fick sitt namn år 1895 efter posthuset vid Packhusplatsen. Den hette tidigare Sillgatan, men namnändrades efter begäran, då gatan fått dåligt rykte.[11] Sillgatan blev efter branden år 1813, men särskilt omkring år 1850, den gata där resande drog fram från järnvägsstationen till hamnen och affärer, hotell och emigrantagenturer etablerades. Köpmansgatan blev då mer en bakgata.[12]
- Köpmansgatan fick sannolikt sitt namn redan i den första stadsplanen år 1621.[13]
- Norra Hamngatan ligger på norra sidan av Stora Hamnkanalen och fick sitt namn år 1846.[14]
- Östra Hamngatan låg tidigare på ömse sidor om Östra Hamnkanalen.[15]
- Norra Larmgatan hette ursprungligen Larmgatan från år 1669. På 1800-talet delades Larmgatan upp i Norra Larmgatan, Södra Larmgatan och Östra Larmgatan.[16] Norra Larmgatan utgick i samband med att Östra Nordstaden byggdes om.[17][4] Den sträckte sig från Lilla Klädpressaregatan till Nils Ericsonsgatan.[18]
- Götgatan fick sitt namn år 1796 och anlades efter branden år 1794 som en tvärgata mellan Spannmålsgatan och Sillgatan.[8] Den sträcker sig i Nordstans köpcentrum mellan Nordstadstorget och Norra Hamngatan.[19]
- Lilla Klädpressaregatan fick sitt namn år 1848 efter närheten till Klädpressaregatan. Den sträckte sig mellan Kanaltorget och Norra Larmgatan och utgick vid förändringen av stadsplanen. Namnet återupptogs år 1986 på en gågata inom kvarteret Hövågen i Nordstans köpcentrum. Den kallas även Nya Gatan.[20][18][4]
- Kanaltorget fick sitt namn år 1883 efter läget vid Östra Hamnkanalen. Torget utgick i samband med att Östra Nordstaden byggdes om.[21]
- Kanaltorgsgatan fick sitt namn år 1953 efter sträckningen från Kanaltorget.[21]
- Nils Ericsonsgatan fick sitt namn år 1882 till minne av kanal- och järnvägsbyggaren Nils Ericson.[22]
- Hötorget anlades i början av 1800-talet på den tidigare bastionen Johannes Rex och fick sitt namn år 1812. Torget begränsades i väster av Norra Larmgatan, i norr av Sillgatans och i söder av Köpmansgatans förlängningar. Det utgick när Östra Nordstaden byggdes.[23]
- Nordstadstorget är en torgbildning i Nordstan, som fick sitt namn år 1973.[24] Det sträcker sig mellan Spannmålsgatan och Postgatan.[25]
- Slakthusgatan drogs fram genom kvarteret Kronobageriet år 1775 och låg mitt emot nuvarande Palacehuset vid nuvarande Norra Hamngatan 38 – Köpmansgatan 29. Den fick sitt namn år 1776 efter det i kvarteret år 1726 anlagda slakthuset. Gatan lades igen efter branden år 1813.[26][27][28][29]

## Historiska kvarter

### Första kvarteret Gustavus Primus

Lilla Klädpressaregatan åt väster år 1888.

Alla tomterna i kvarteret Gustavus Primus ägdes från år 1820 till 1853 av färgerifabrikörerna Signeul. De var obebyggda och kallades för "Signeuls trädgård". År 1877 uppfördes det Wernerska huset vid Kanaltorget 1 av direktör Anders Werner efter ritningar av Victor Adler. Det var en femvånings palatslik byggnad med nyrenässansdekorationer. På taket fanns en balustrad från Eriksbergs Mekaniska Verkstad.
Öster om Wernerska huset, med adress Lilla Klädpressaregatan 4 – Norra Larmgatan 1, uppförde grosshandlare August Wilhelm Belfrage ett fyravåningshus. Det kom senare att tas över av Ahlafors Spinneri AB.
Kanaltorgsgatan 1 köptes av Anders Werner och övertogs senare av hans bolag. Sonen August William Werner med firma Aug. Werner & Co. lät bygga ett större sjuvåningshus, vilket kom att ombyggas år 1906.
Kvarteret ingår sedan saneringen av stadsdelen i kvarteret Hövågen.

### Andra kvarteret Hövågen

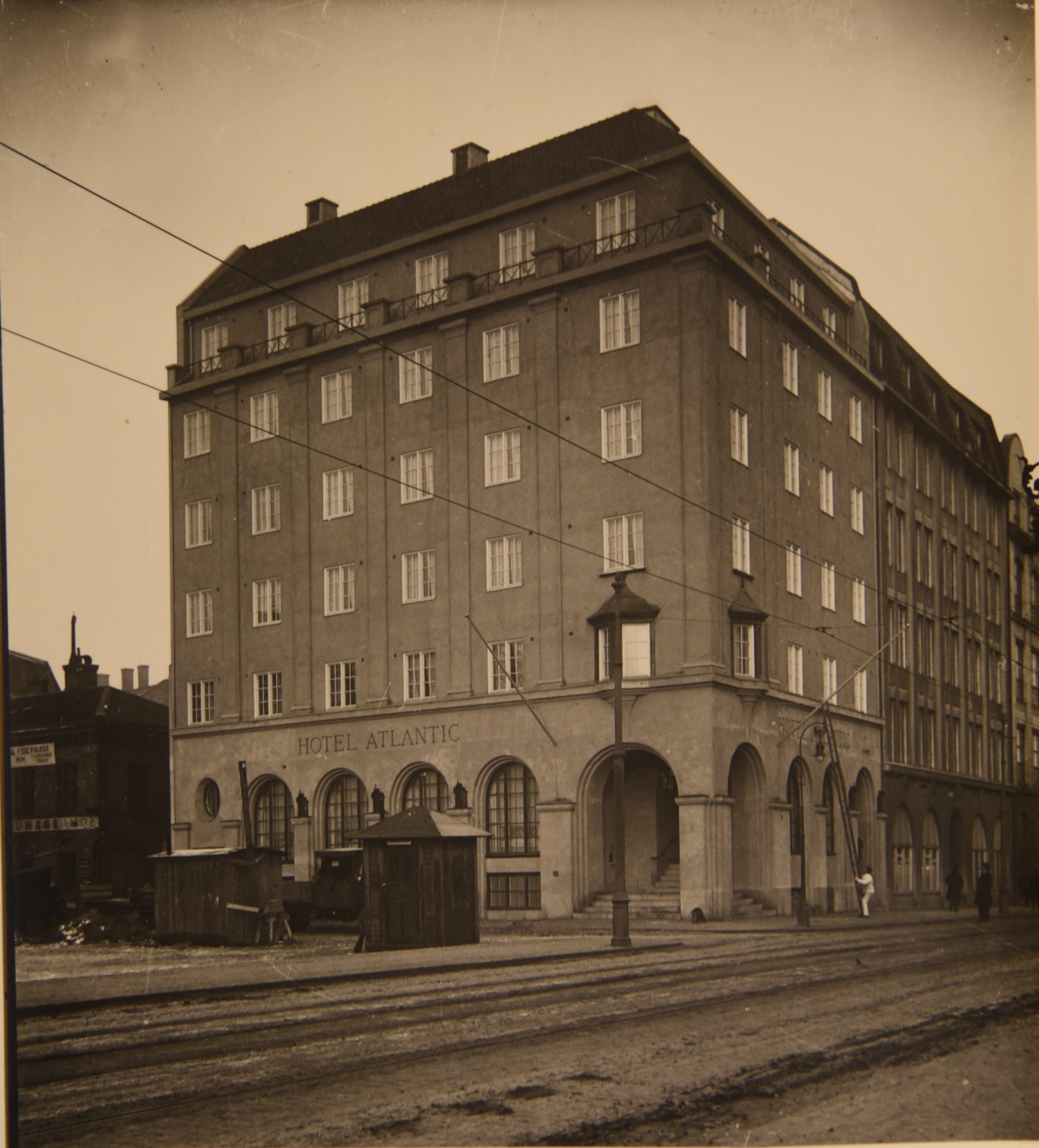
Hotell Atlantic vid Nils Ericsonsgatan år 1921.

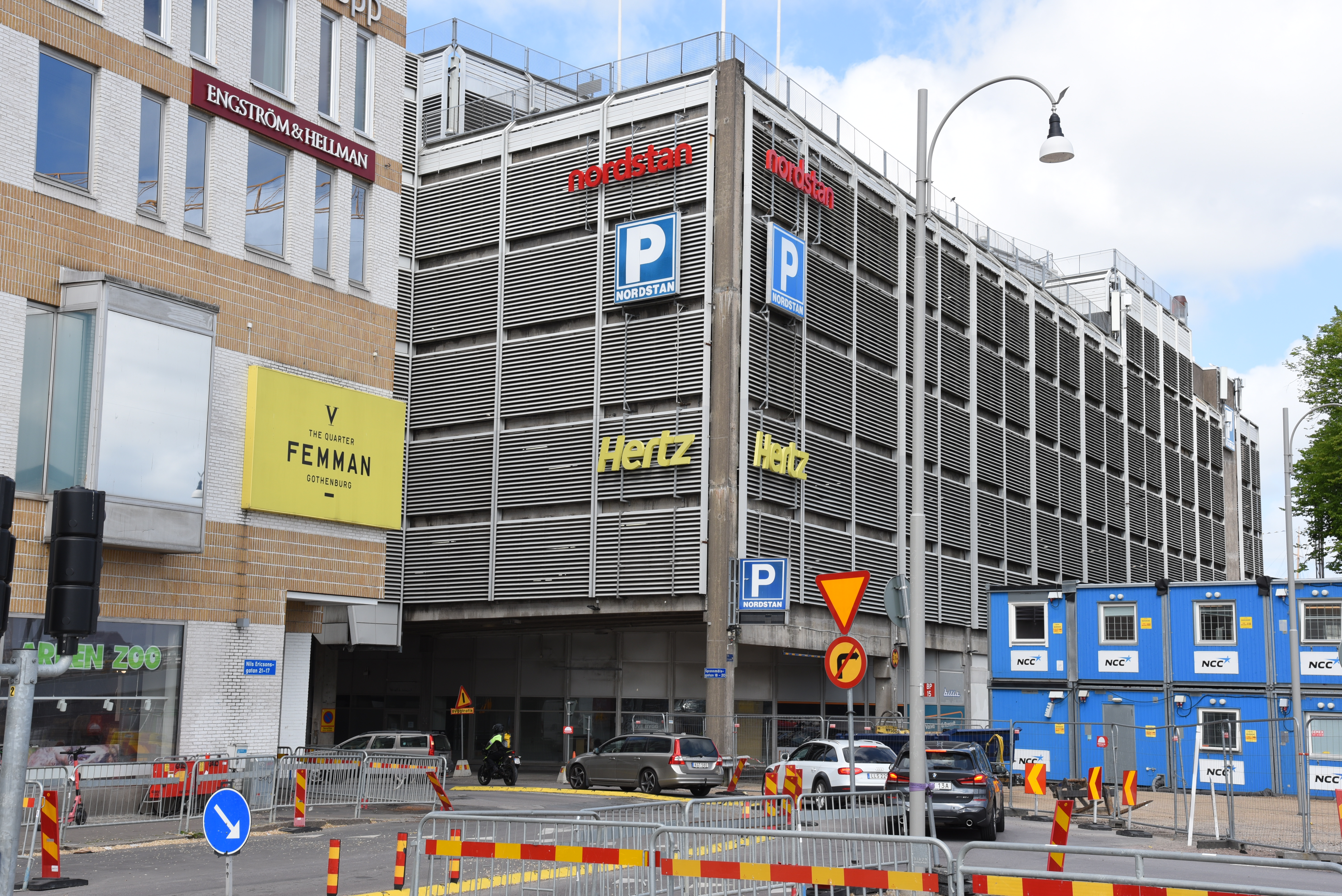
Nordstans parkeringshus vid Nils Ericsonsgatan ligger där Hotell Atlantic låg. Foto från år 2023.

Kvarteret bestod av nio tomter. Hövågen, som tidigare stått i Brunnsparken, flyttades år 1822 till kvarteret och kom att finnas kvar där in på 1900-talet. Vid Norra Larmgatan 2 uppfördes år 1813 ett envåningshus, vilket var emot byggnadsordningen, som angav att nya byggnader skulle vara minst två våningar. Den kom senare att byggas på med en andra våning. År 1835 såldes fastigheten till Göteborgs stad för att användas som kurhus, vilket efter ombyggnad stod färdigt år 1843. Det kom senare att ersättas av Holtermanska sjukhuset år 1894.
Vid Norra Larmgatan 4 uppfördes år 1811 ett trevånings stenhus, vilket år 1821 inköptes av barnhusdirektionen i Göteborg, som år 1811 fått en donation av William Chalmers d.y. för att anlägga en slöjdskola. Chalmerska slöjdskolan inledde sin verksamhet den 5 november 1829 och kom att vara kvar där tills den flyttade till nya lokaler på Storgatan den 4 november 1869. Chalmerska slöjdskolan kom år 1833 att förvärva två tomter vid Norra Larmgatan 6. Sedan Nils Ericsonsgatan dragits fram kom år 1908 att uppföras en femvånings industribyggnad, vilken senare kom att inrymma Gumperts tryckerier. Den 4 mars 1966 öppnade Cue Club på Norra Larmgatan 6, men tvingades senare samma år att stänga. Efter protester öppnades Cue Club igen på Köpmansgatan 52 strax före jul 1966. Herman Carlson Levin musikinstrument grundades år 1900 i en liten lägenhet på Norra Larmgatan 4. Fastigheten ägdes då av Blidbergs pianofabrik. År 1918 hade verksamheten expanderat och sysselsatte 30 personer och upptog 600 m² av fastigheten. Expansionen fortsatte och år 1943 flyttade fabriken till den före detta Rörstrands porslinsfabrik i Brämaregården.
Vid Norra Larmgatan 8 och 10 – Spannmålsgatan 26 låg stadens materialgård med skjul och mindre byggnader, samt stadens hövåg. Vid Nils Ericsonsgatan 5 uppfördes år 1914 ett kommunalt verkstadshus i sex våningar. År 1919 uppfördes Hotel Atlantic, som var ett av stadens mest toppmoderna, efter ritningar av Karl Alberts. Det uppfördes för rederiet Sverige–Amerikalinien och stod klart hösten 1921. Rivningen av hotell Atlantic inleddes den 19 april 1971.
På en tomt uppfördes länshäktet vid Hötorgets norra sida. Det stod klart år 1816 och ersattes av det nya cellfängelset vid Sankt Eriks torg år 1855, varefter den gamla byggnaden övertogs av SJ.
Kvarteret 2 Hövågen omgärdas sedan stadsdelens sanering av Kanaltorgsgatan i norr, Nils Ericsonsgatan i öster, Spannmålsgatan i söder och Östra Hamngatan i väster och omfattar de tidigare kvarteren Gustavus Primus, Klädpressaren och Hövågen.

### Tredje kvarteret Klädpressaren

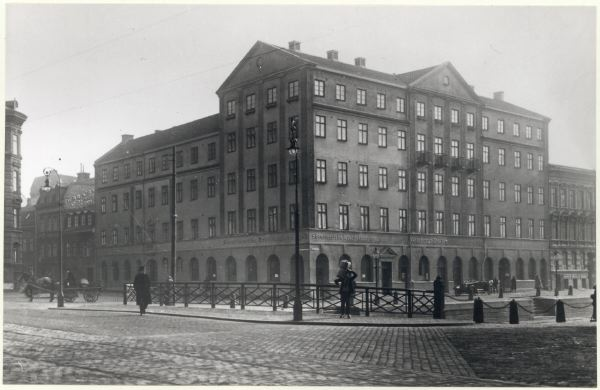
Östra Hamngatan 2 – Lilla Klädpressaregatan 1. I byggnaden hade Göteborgs-Posten sin redaktion under åren 1918–1935.

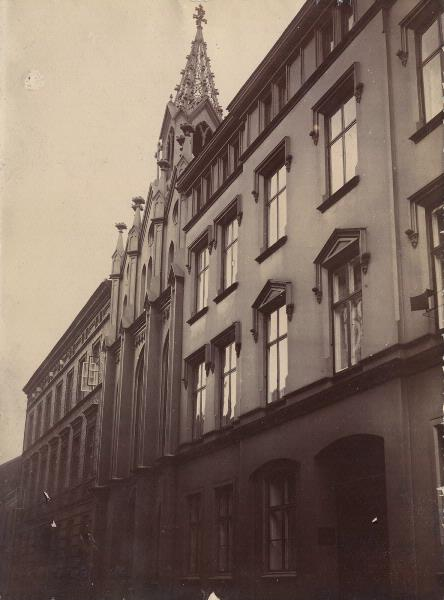
Katolska kyrkan vid Spannmålsgatan 18.

Kvarteret Klädpressaren omgärdades ursprungligen av fästningsverket åt norr och öster, av Östra Hamngatan åt väster och Spannmålsgatan åt söder. Sedan fästningsverket rivits anlades Kanaltorget och delar av kvarteret Primus norr om kvarteret Klädpressaren. Tomtägarna i den östra delen av kvarteret nyttjade fästningsvallen för hönsgårdar, svinhus och fähus och kvartersgränsen i den delen av kvarteret var otydlig. Området kartlades år 1810, varvid gränsen mot Norra Larmgatan i öster blev tydlig. Efter branden år 1794 då hela kvarteret brändes ner fick tomtägarna bestämma om de ville uppföra en- eller tvåvåningshus, men de skulle vara av sten. Trots det kom flera korsvirkeshus att uppföras, liksom ett antal träbodar. I kvarteret bodde i slutet av 1600-talet och under 1700-talet många klädesmakare och klädesfärgare, samt några karduansmakare, vilket givit kvarteret dess namn. Närheten till vallgraven och Östra Hamnkanalen gjorde att de hade tillgång till vatten och avlopp för sina verksamheter.
I fastigheten Östra Hamngatan 2 – Lilla Klädpressaregatan 1 hade Göteborgs-Posten sina lokaler under åren 1918–1935. Ursprungligen uppfördes byggnaderna av snickarmästare Nicolaus Hultman (efter vilken Hultmans holme uppkallades) efter branden år 1794. Efter ägarbyte åren 1812 och 1814 genomfördes reparation och påbyggnader efter ritningar av Justus Fredrik Weinberg. År 1858 skedde en påbyggnad med en tredje våning åt Lilla Klädpressaregatan efter ritningar av byggmästare F. W. Ulrich. Ytterligare ombyggnad av bottenvåningen till butiker skedde år 1910 och år 1917 utfördes ytterligare påbyggnad. År 1915 blev AB Förenade Svenska Tobaksfabriker ägare, men fastigheterna såldes år 1920 till Fastighets AB Lilla Bommen. Byggnaden revs i juli 1971.
Östra Hamngatan 4 inköptes omkring år 1900 av Eric Mellgren & Son, Snus och tobaksfabrik, som var den största tobaksfirman i Göteborg. Firman uppgick i AB Förenade Svenska Tobaksfabriker år 1913, som även övertog fastigheten. År 1920 såldes den till Fastighets AB Lilla Bommen, som lät riva huset och uppförde en större nybyggnad. Efter branden år 1794 uppfördes ett enkelt tvåvånings stenhus på tomten Östra Hamngatan 8. Sedan AB Luxor förvärvat det år 1926 skedde en större reparation och påbyggnad efter ritningar av Algot och Nernst Hanson. Fastighets AB Lilla Bommen köpte fastigheten år 1934 och lät uppföra ett stort stenhus på tomterna Östra Hamngatan 2–8.
Tomten Östra Hamngatan 10 – Spannmålsgatan 14 stod efter branden år 1794 obebyggd under många år, tills den bebyggdes år 1808 med ett envånings stenhus. Tillbyggnad till två- och trevåningshus skedde senare. Under åren 1930 till 1940 ägdes fastigheten av direktör Karl Linder och den såldes år 1940 till Fastighets AB Lilla Bommen.
År 1862 köpte den katolska församlingen i Göteborg fastigheten vid Spannmålsgatan 18 och lät där uppföra S:t Josefs kyrka efter ritningar av Anton Heres. Kyrkan, som var den första katolska kyrkan i Göteborg, invigdes den 11 juni 1865. Den övergavs år 1938, då församlingen flyttade till den nybyggda kyrkan vid Heden, och köptes av en bostadsförening. Den kom senare att bli möbelmagasin.
Spannmålsgatan 20 och 22 hade starka garveritraditioner och ägdes redan i slutet av 1600-talet av en karduansmakare. På 1820-talet etablerades det Kindbergska garveriet där och år 1888 utökades det med en tunnbindareverkstad. År 1826 grundade grosshandlare Jonas Kjellberg Sveriges första flickskola genom ett testamente till förmån för ett "fruntimmers-seminarium". Nio år senare började skolans verksamhet med 15 elever i föreståndarinnan Helena Eleonora Eldrups bostad i Kindbergska huset, där den höll till fram till år 1841, då den flyttade till fabrikör Signeuls hus vid Lilla Klädpressaregatan 7 – Norra Larmgatan 3. Där fanns den ännu år 1844. I början av 1900-talet övertogs det Kindbergska garveriet av O. P. Andersson & Son för att utöka brännvinsfabriken, som var belägen på tomten norr därom vid Lilla Klädpressaregatan. Sveriges Förenade Linnefabriker köpte huset omkring år 1912 och byggde år 1913 om det till ett fyravånings hus, ritat av Arvid Bjerke. Det kom senare att köpas av AB Wilhelm Denninghoff.
Efter branden år 1794 kom tomterna Spannmålsgatan 24 – Norra Larmgatan 5 att ägas av börsvaktmästare Peter Påhlson, som lät ta fram en ritning på ett tvåvånings stenhus, men han hann avlida innan det uppförts. Det ersattes år 1905 av en stor magasinsbyggnad i jugendstil, ritad av arkitekterna Robert Hansson och C. A. Löfmark. Det lär ha varit den första byggnaden i betong, som uppfördes i Göteborg. Den kom senare att ägas av fabrikör Wilhelm Hoffmeister och år 1937 förstorades bottenvåningens fönster, efter ritningar av Carl Ritzén.
År 1743 fick Friedrich Erasmus Bissmarck burskap som skönfärgare i Göteborg och anlade ett färgeri vid Lilla Klädpressaregatan 7 – Norra Larmgatan 3, vilket dock överläts till Fredrik Signeul år 1768. Färgeriet kom sedan att gå i arv i släkten Signeul till år 1851. Det Signeulska färgeriet skall inte förväxlas med det i kvarteret Tenngjutaren. Byggnaderna kom efter år 1862 i brännvinsfirman O. P. Andersson & Sons ägo. De revs år 1927 och ett trevåningshus, ritat av K. A. Boman, uppfördes för AB Arla.
Kvarteret ingår sedan saneringen av stadsdelen i kvarteret Hövågen.

### Fjärde kvarteret Strykjärnet

Norra Larmgatan mot norr och kvarteret Strykjärnet år 1901.

Kvarteret Strykjärnet var litet och omgärdades av Götgatan, Spannmålsgatan, Norra Larmgatan och Kronhusgatan. Vid Norra Larmgatan 9 uppfördes år 1879 ett trevånings stenhus. Det byggdes om åren 1912 och 1919 och i huset öppnades Hotel du Nord.
På tomterna Kronhusgatan 36 och 38 – Norra Larmgatan 11 och 13 bodde under 1700-talet tunnbindare och däldragare, men även annat yrkesfolk. De tre fastigheterna inköptes strax efter år 1915 av arkitekterna Otto Leonard Dymling och Pehr Nilsson-Hellbing, men deras ritning på ett sexvånings hus i jugendstil kom inte att utföras, utan först år 1929 uppfördes en fastighet för AB Calvert & Co av arkitekt P. Hellbing, som då var ensam ägare. Sportvagnsimportören Alpen, Gundersen A.-B. höll till i bottenvåningen på Norra Larmgatan 11–13 från år 1951 till slutet av 1950-talet, varefter bilfirman Werner Haavs Folkbilar flyttade in där. Från år 1966 hyrdes det ut till studenter, de så kallade Kollektivfamiljerna, och revs genom sprängning på morgonen den 3 oktober 1970.

### Femte kvarteret Tenngjutaren

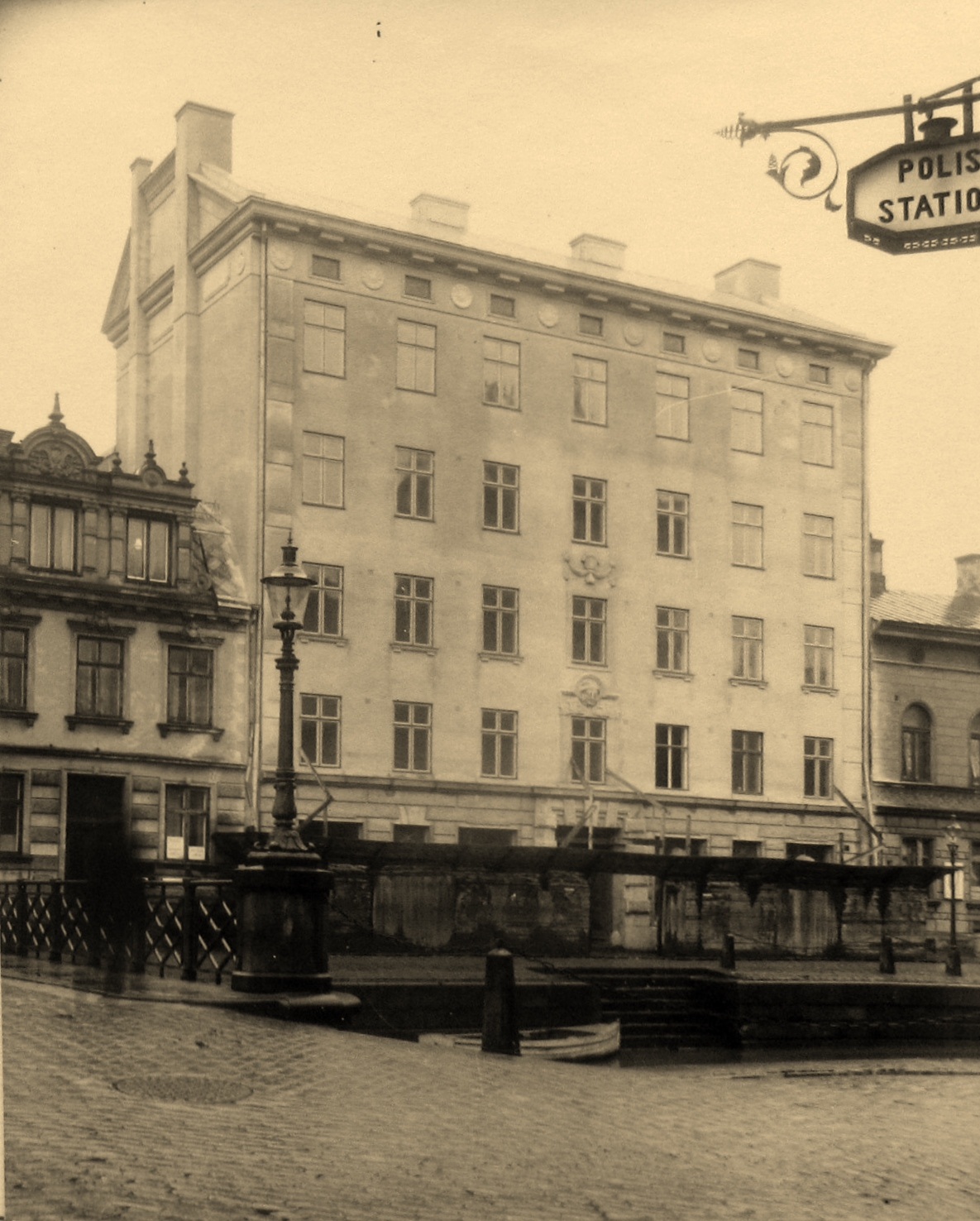
Affärshuset vid Östra Hamngatan 14, vilket ersatte Bolanderska huset år 1919. Till vänster syns Östra Hamngatan 12, där Handelstidningen var inrymd.

Kvarteret Tenngjutaren omgärdades av Spannmålsgatan i norr, Östra Hamngatan i väster, Kronhusgatan i söder och Götgatan i öster. Före branden år 1794 var kvarteret förbundet med kvarteret Strykjärnet. Under slutet av 1600-talet och första hälften av 1700-talet bodde det mycket sjöfolk i kvarteret, men även en del hantverkare, främst smeder och tunnbindare. Åt Östra Hamngatan fanns handelsmän och krögare. Vid branden år 1794 fanns det inte längre några skeppare kvar i kvarteret.
Östra Hamngatan 12 – Spannmålsgatan 11 köptes år 1860 av redaktörerna Sven Adolf Hedlund och Carl Johan Lindskog och Göteborgs Handels- och Sjöfartstidning kom att ha sin redaktion där. År 1876 flyttade tidningen till nya lokaler vid Köpmansgatan i Västra Nordstaden. År 1930 revs huset och ersattes med en sjuvånings affärsbyggnad efter ritningar av Ernst Torulf. Den nya byggnaden, uppförd i en stålkonstruktion, var försedd med en reklamskylt för Läkerol på taket. Byggnaden revs genom sprängning den 29 april 1971.
Östra Hamngatan 14 var i slutet av 1600-talet en skepparegård. År 1764 köptes fastigheten av färgerifabrikör Nils Magnus Bolander och två handelsmän. Den förstördes i branden år 1794 och år 1799–1800 återuppbyggde sonen Gustaf Eric Bolander boningshuset. År 1861 förvärvades fastigheten av fabrikör J. A. B. Boman och grosshandlare Ferdinand Körner, vilka bildade firma J. A. Boman & Co, som var den tredje största tobaksfabriken i Göteborg. Den inlöstes år 1915 av Tobaksmonopolet. Det Bolanderska huset övertogs av byggmästare J. A. Wångstedt, som lät riva det år 1919 och uppföra ett femvånings affärshus efter ritningar av Ture Svanberg och Harald Ericson.
Östra Hamngatan 16 – Kronhusgatan 18 bestod under 1700-talet av handelsmannagårdar och efter branden år 1794 kom tomterna att köpas av färgare Carl Fredric Signeul. På 1840-talet inrymdes en stearin- och såpfabrik där. Längs Kronhusgatan låg gårdar, som under 1700- och 1800-talen innehades av skomakare, tunnbindare, slaktare, tenngjutare, bagare, handelsmän och snickare. Längs Spannmålsgatan fanns det under 1700-talet skjul, magasin och enklare bostadshus, vilka ägdes av skeppare, båtkarlar och hantverkare. Fastigheten Kronhusgatan 28 – Götgatan 5 blev hörnhus i samband med att Götgatan anlades år 1794. Det uppfördes som ett tvåvånings stenhus efter branden år 1794 av snickare Peter Müller, som var gift med änkan efter snickaremästare Peter Fredrik Schmidt v. Hoja. Gården kallades därför för snickare Schmidts hus och den kom att gå i släkten Schmidts ägo långt in på 1900-talet. Några mindre fasadförändringar genomfördes 1910 och 1912, men byggnaden stod kvar till år 1961, då den revs. Under 1900-talet inrymdes Gyllenhammars tryckeri i byggnaden och de var bland de sista hyresgästerna som flyttade ut.

### Sjätte kvarteret Nålmakaren

Emigranter på väg till USA vid Cunard-Liniens kontor på Postgatan år 1912.

Kvarteret Nålmakaren omgärdades av Kronhusgatan i norr, Östra Hamngatan i väster, Sillgatan (Postgatan) i söder och Götgatan i öster. Före branden år 1794 var kvarteret förbundet med kvarteret Gästgivaren. Vid branden förlorade tjugo fastighetsägare sina hus. Efter branden sammanslogs ett antal ödetomter, så att på en karta från år 1810 består kvarteret av tretton tomter. Bland de boende märks skeppare och hantverkare, till exempel hattmakare och handskmakare, dock ingen nålmakare.
Östra Hamngatan 18 – Kronhusgatan 15 köptes år 1848 av handelsman Gabriel Lundgren, som var en av stadens stora donatorer. Näste ägare, skomakare Anders Carlsson, lät år 1859 bygga på med en tredje våning. Bland hyresgästerna märks fotografen J. P. Pettersson, som hade en fotoateljé på vinden.
I hörnet Postgatan – Götgatan 9 öppnade år Göteborgs kyrkliga stadsmission år 1953 en utspisningslokal för behövande. År 1960 omvandlades lokalen till "daghem för hem- och arbetslösa".

### Sjunde kvarteret Gästgivaren

Agenter utanför Vita Stjärn Liniens kontor på Sillgatan.

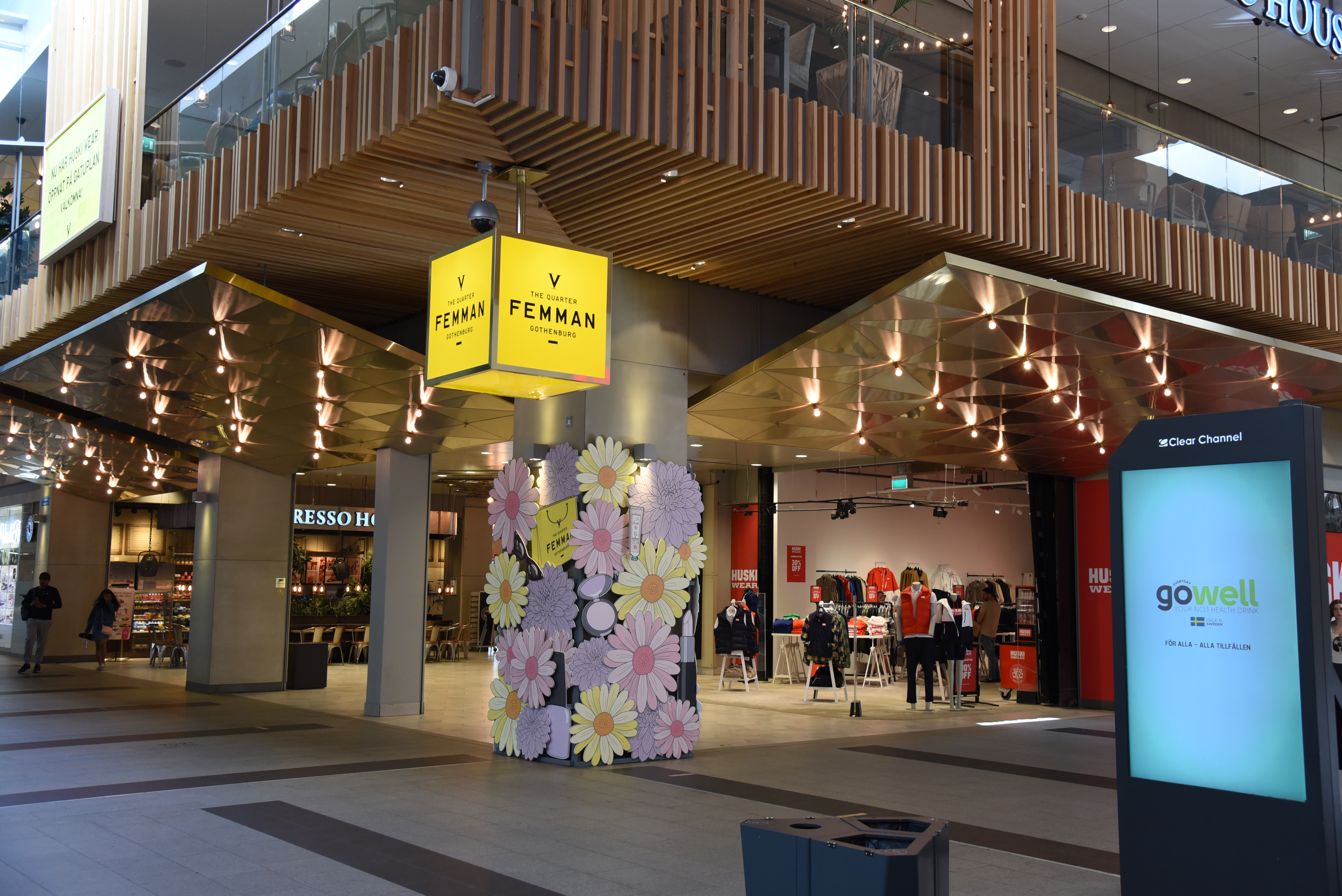
Femmanhuset i hörnet Nordstadstorget 8 – Postgatan 26 ligger där Vita Stjärn Liniens kontor låg. Gatunamn och numrering är ändrade genom byggandet av Nordstan.

Kvarteret Gästgivaren omgärdades av Kronhusgatan i norr, Götgatan i väster, Sillgatan (Postgatan) i söder och Norra Larmgatan i öster. Före branden år 1794 var kvarteret förbundet med kvarteret Nålmakaren. Vid branden fick 14 av 28 fastighetsägare sina hus nerbrända och två hus revs. Tolv mindre och fallfärdiga stugor närmast vallen undgick elden, men merparten av dem kom att brännas ner vid branden år 1813. På kartan från år 1810 består kvarteret av 23 tomter. Bland de boende i kvarteret märks sergeanter, packhuskarlar, järndragare, däldragare och båtkarlar. Kvarteret fick sitt namn efter gästgivare Johan Söderling, som bedrev gästgiveri i ett stenhus i hörnet Kronhusgatan 23 – Götgatan 6, vilket han köpte år 1803. Under 1880- och 1900-talet låg det flera hotell och emigrantkontor i kvarteret, framför allt längs Sillgatan.
Branden år 1813 bröt ut i ett gammalt tvåvånings trähus vid Kronhusgatan 29, vilket då ägdes av skomakare Eric Hallberg. Hallberg lät efter branden uppföra ett stenhus på tomten. Även Kronhusgatan 31 undgick branden år 1794, men brann ner år 1813. Efter branden uppfördes på tomten ett tvåvånings stenhus. Det kom år 1842 att säljas till stadsarkitekten Heinrich Kaufman. År 1816 bebyggde bokhållare Anders Wetterlund Sillgatan 50 med ett tvåvånings stenhus, vars ritning är en av de äldsta som finns bevarade hos stadsbyggnadskontoret. Även ett envånings gårdshus uppfördes. Fastigheterna Postgatan 36, 38 och 40, samt Postgatan 34 – Götgatan 8, brann såväl år 1794, som år 1813. I fastigheten Postgatan 34 – Götgatan 8 kom senare Hvita Stjern Linien att ha sitt emigrantkontor.

### Åttonde kvarteret Köpmannen

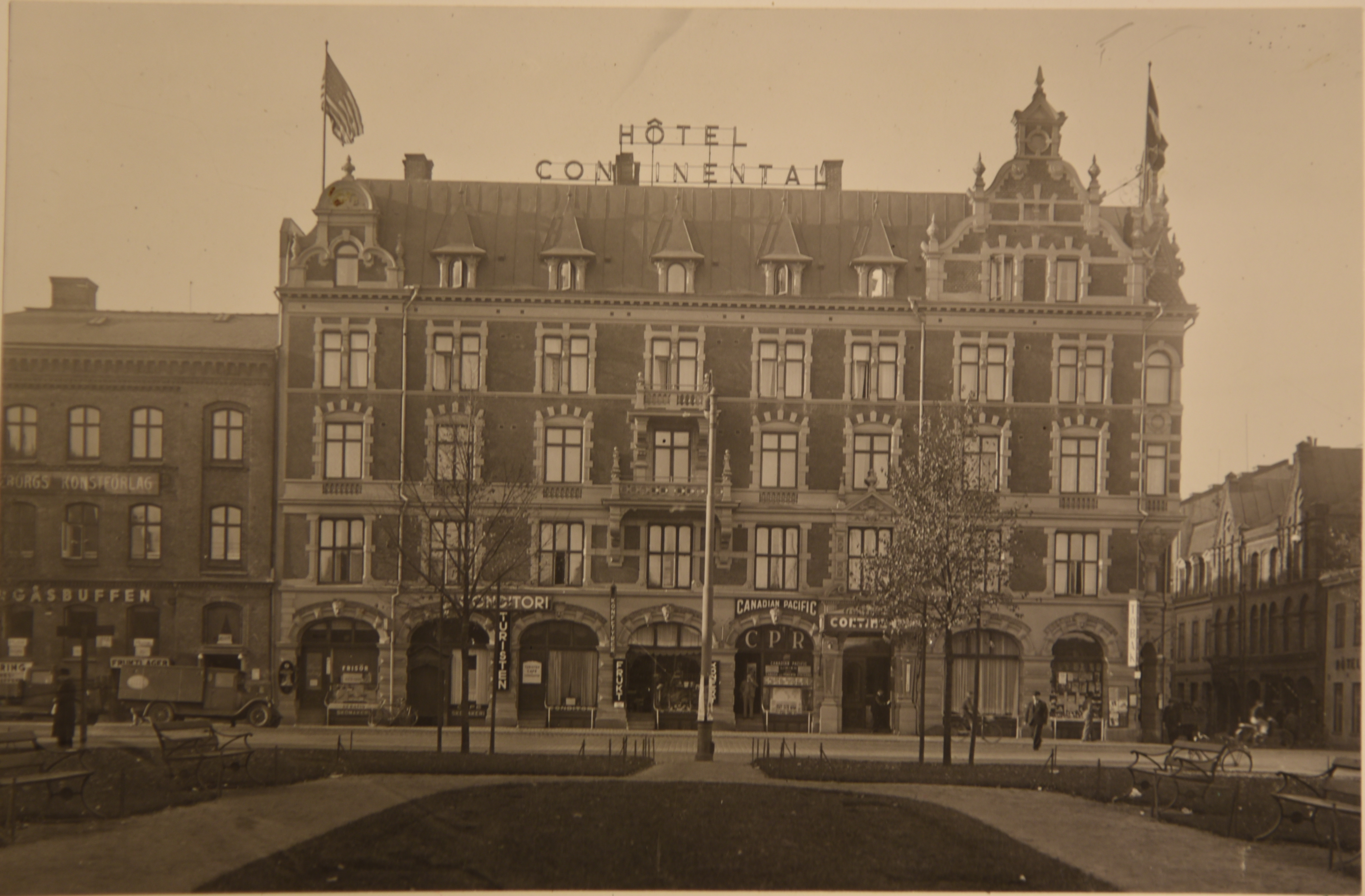
Hotel Continental vid Nils Ericsonsgatan 19. Tidigt 1900-tal.

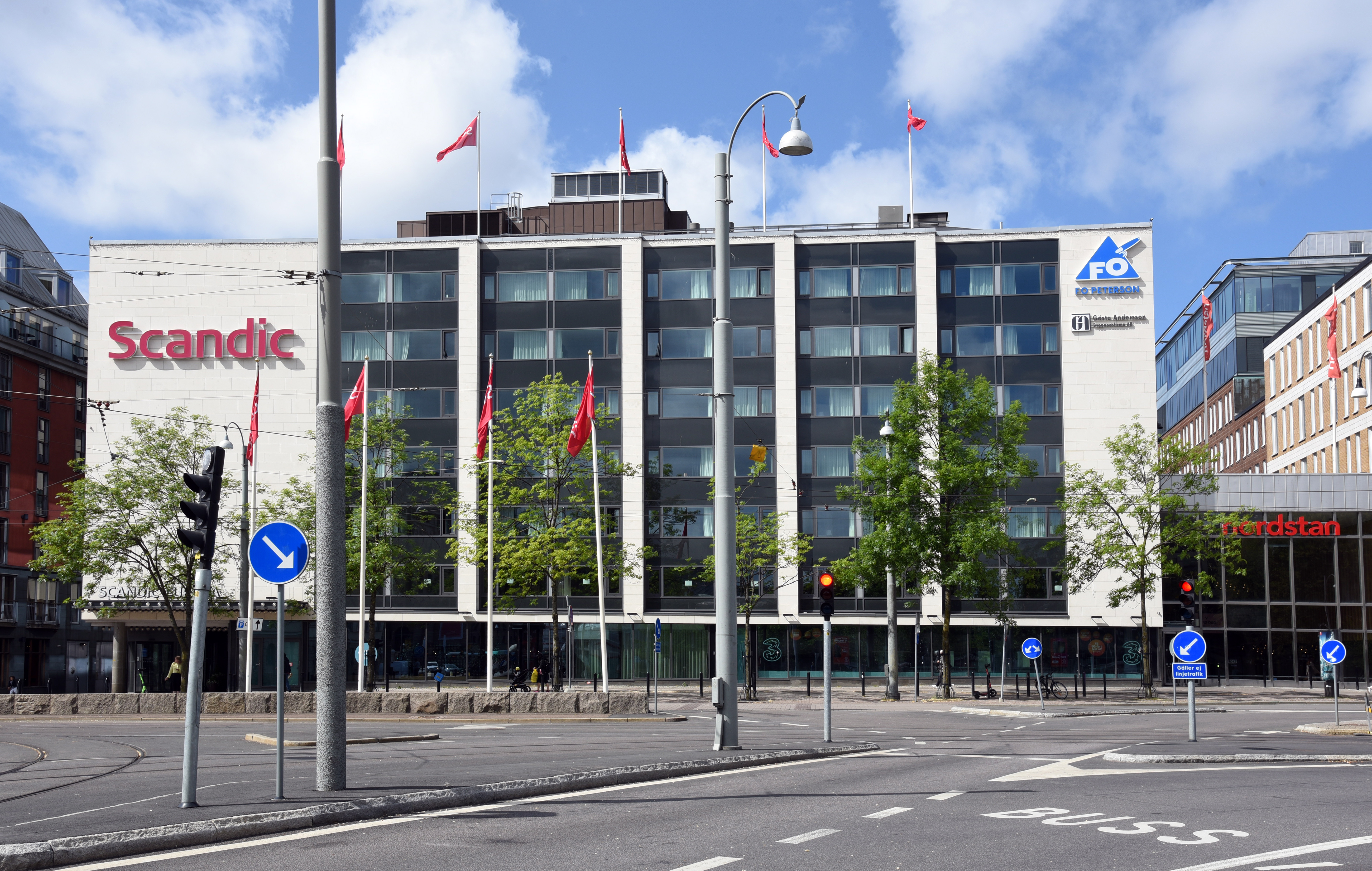
Hotell Scandic Europa vid Nils Ericsonsgatan 21–19 år 2023.

Kvarteret Köpmannen omgärdades av Sillgatan (Postgatan) i norr, Östra Hamngatan i väster, Köpmansgatan i söder och Nils Ericsonsgatan i öster. Det var ett av de största, om inte det största, kvarteret i centrala staden. På kartan från år 1810 bestod det av 46 tomter och i det närmaste hela kvarteret förstördes i branden år 1813. I början av 1700-talet ägdes husen främst av hantverkare – skomakare, saltmätare, murmästare, järndragare med flera. Handelsmän och köpmän, liksom hökare, blev ägare med början från omkring år 1720. Under 1840-, 1850- och 1860-talen ökade emigranttrafiken och flera emigranthotell etablerades i kvarteret. Sedan torghandeln på 1850-talet flyttade från Stora Torget (Gustaf Adolfs torg) till Kungstorget flyttade en del minuthandlare och istället etablerades flera handelshus i kvarteret. På 1960-talen ägdes nästan alla fastigheterna av aktiebolag, grosshandlare och några större hotell.
Östra Hamngatan 26 och 28 – Köpmansgatan 28 ägdes på 1700- och 1800-talen av handelsmän och köpmän. År 1846 köptes tomterna av arkitekten Victor von Gegerfelt, som år 1849 fick en ritning för ett fyra våningars stenhus fastställd. Gegerfelt ägde huset i omkring nitton år, varefter han sålde det till grosshandlare Edwin Willerding, som år 1868 sålde det till handlanden John Edvard Trägårdh. Denne tillverkade brännvinsdestilleriapparater och maskiner och lät år 1869 bygga om fastigheten, varvid den försågs med nyrenässansdekorationer. Huset kallades det "Trägårdhska huset" och ägdes av släkten fram till omkring år 1905, då det såldes till Göteborgs stad.
På Köpmansgatan 32–38 fanns från början av 1900-talet Waldemar Zachrissons boktryckeri. År 1900 lät Zachrisson uppföra ett fyravåningshus, vilket ritats av John Uddgren. Det ersatte ett mindre stenhus, som uppförts år 1822. Köpmansgatan 32 och 34 byggdes om och försågs med stora fönster. Ritningarna utfördes år 1902 av Louis Enders, med slutlig version av Otto Fahlström år 1913.
Köpmansgatan 42 uppfördes år 1895 i jugendstil efter ritningar av Hans Hedlund. Göteborgs Lithografiska AB höll till på Köpmansgatan 44–48. I slutet av Köpmansgatan fanns fram till branden år 1813 flera små trähus. Det tog tid innan alla tomterna blev bebyggda med stenhus efter branden.
På Köpmansgatan 52, ett trevåningshus uppfört år 1864, nyöppnade Cue Club strax före jul 1966, sedan de flyttat från Norra Larmgatan 6. I september 1969 flyttade Cue Club till Kungstorget 14, då huset på Köpmansgatan skulle rivas.
Vid Postgatan 63 – Nils Ericsonsgatan 19 uppförde handskmakare Petter Hammarström år 1818 ett stenhus. Det ersattes år 1891 av en ny byggnad, ritad av Carl Fredrik Ebeling, och som inrymde ett hotell. Hotel Continental, ursprungligen Hotel D'Angleterre, låg kvar där till år 1949, varefter SKF:s flickhem flyttade in. Från mitten av 1950-talet hade Bilspedition sitt huvudkontor där. Byggnaden revs genom sprängning på lördagsmorgonen den 13 juni 1970.
Frälsningsarmén köpte år 1938 Postgatan 55 och hade där möteslokal för omkring 400 personer, expedition och officersbostad.
Postgatan 57 ägdes i början av 1900-talet av Emigrantmissionens byggnadsförening u.p.a. Vid Postgatan 55 etablerades år 1875 den första korkfabriken i Göteborg. Senare kom fastigheten att ägas av Lindblads Motor AB och Frälsningsarmén. År 1863 köpte smeden Peder Rasmussen Postgatan 53 och lät bygga till den efter ritningar av Anton Heres. Rasmussen var far till arkitekten Yngve Rasmussen och målaren Thorwald Remigus Rasmussen. Sedan smeden Rasmussen avlidit år 1877 lät änkan Maria Elisabeth Lindberg bygga om fastigheten till ett fyravåningshus, möjligen efter ritningar av sonen Yngve. Fastigheten kom senare att ägas av Förnyade Kafferosteri AB Kronan.

### Nionde kvarteret Nye Port

Kvarteret Nye Port sett från Drottningtorget år 1897. Längst till vänster Drottningtorget 1, där apoteket Vasen var beläget åren 1892–1913. I mitten Drottningtorget 2 och till höger Hotel Eggers.

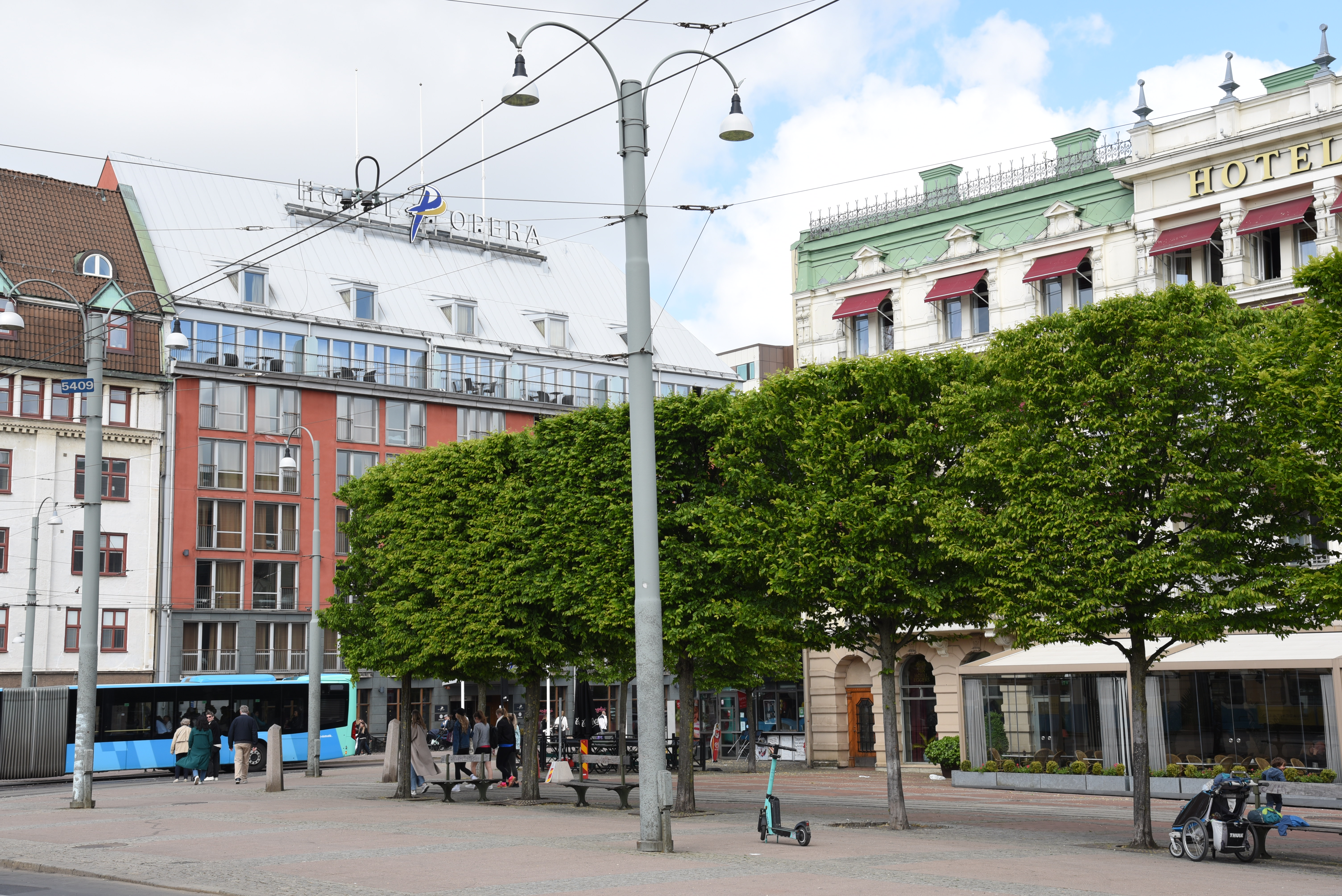
Kvarteret Nye Port sett från Drottningtorget år 2023 med Hotel Eggers till höger. Till vänster Hotel Opera i kvarteret Kronobageriet.

Kvarteret Nye Port, bestående av fyra tomter, anlades år 1811 på den sydligaste delen av bastionen Johannes Rex och ravelinen Prins Fredric. Tomterna benämndes ursprungligen nr. 1, 2, 3 och 4 i Johannes Rex, senare med samma nummer i Prins Fredric, och slutligen nr. 26, 27, 28 och 29 i kvarteret Nye Port. Tomtindelningen förändrades då, så att alla tomterna blev genomgående med fasader åt såväl Drottningtorget, som förlängningen av Köpmansgatan. Tomterna såldes den 15 november 1811, men några bebyggdes först på 1820-talet.
Köpmannen Gustaf J:son Billqvist köpte tomten Drottningtorget 1 – Köpmansgatan 31 år 1811, men sålde den år 1815 sedan han fått en tomt i kvarteret Kronobageriet. Den nye ägaren, klensmeden Mathias Hellmonth, lät uppföra ett tvåvånings stenhus. Sedan länsvaktmästare Carl Andersson köpt fastigheten år 1830, lät han år 1833 uppföra ytterligare ett tvåvåningshus. År 1891 köptes fastigheterna av apotekare Victor Rudolf Högberg, som i februari 1892 öppnade apoteket Vasen där. Apoteket låg kvar där till år 1913, då Högbergs efterträdare apotekare Olof Björsell lät flytta det till Norra Hamngatan 40. Byggnaden revs 1934–1935 sedan staden exproprierat den för att ge plats åt trafik och spårvagnar.
Handelsman Billqvist köpte även tomten Drottningtorget 2 – Köpmansgatan 33, bebyggde den med ett mindre stenhus och sålde den år 1821. Krögaren Fredric Bohlin köpte fastigheten år 1845 och uppförde år 1857 ett tvåvåningshus åt Köpmansgatan, vilket ritats av byggmästare Philip Jacob Rapp. År 1876 lät dåvarande ägaren, bokhållare Georg Alexander Hellström, uppföra ett hus åt Drottningtorget, vilket ritades av arkitekt August Westerberg. Samtidigt byggdes huset åt Köpmansgatan på med en tredje våning. Hotellägare Emil Eggers köpte senare fastigheterna och lät genomföra vissa ändringar. I mitten av 1990-talet (1994) revs byggnaden för att ge plats åt trafik och spårvagnar.
Handelsman Tobias Lundgren köpte år 1813 Drottningtorget 3–4 – Köpmansgatan 35 och 37 och bebyggde dem med ett tvåvånings- och ett trevåningshus. De kom att säljas på konkursauktion år 1818. Drottningtorget 4 kom på 1860-talet i hotellägare Lars Efraim Lindblads ägo, som lät genomföra om- och påbyggnader och år 1877 öppnade Hotell Christiania, vilket tidigare legat vid Magasinsgatan. Emil Johan Eggers, som arbetade som portier på hotellet, kom senare att ta över verksamheten och köpte på 1890-talet grannfastigheterna. Efter en större ombyggnad öppnade år 1894 Hotel Eggers.

### Tionde kvarteret Kronobageriet

Stora Hamnkanalen och Norra Hamngatan med kvarteret Kronobageriet till höger. Troligen 1890-talet.

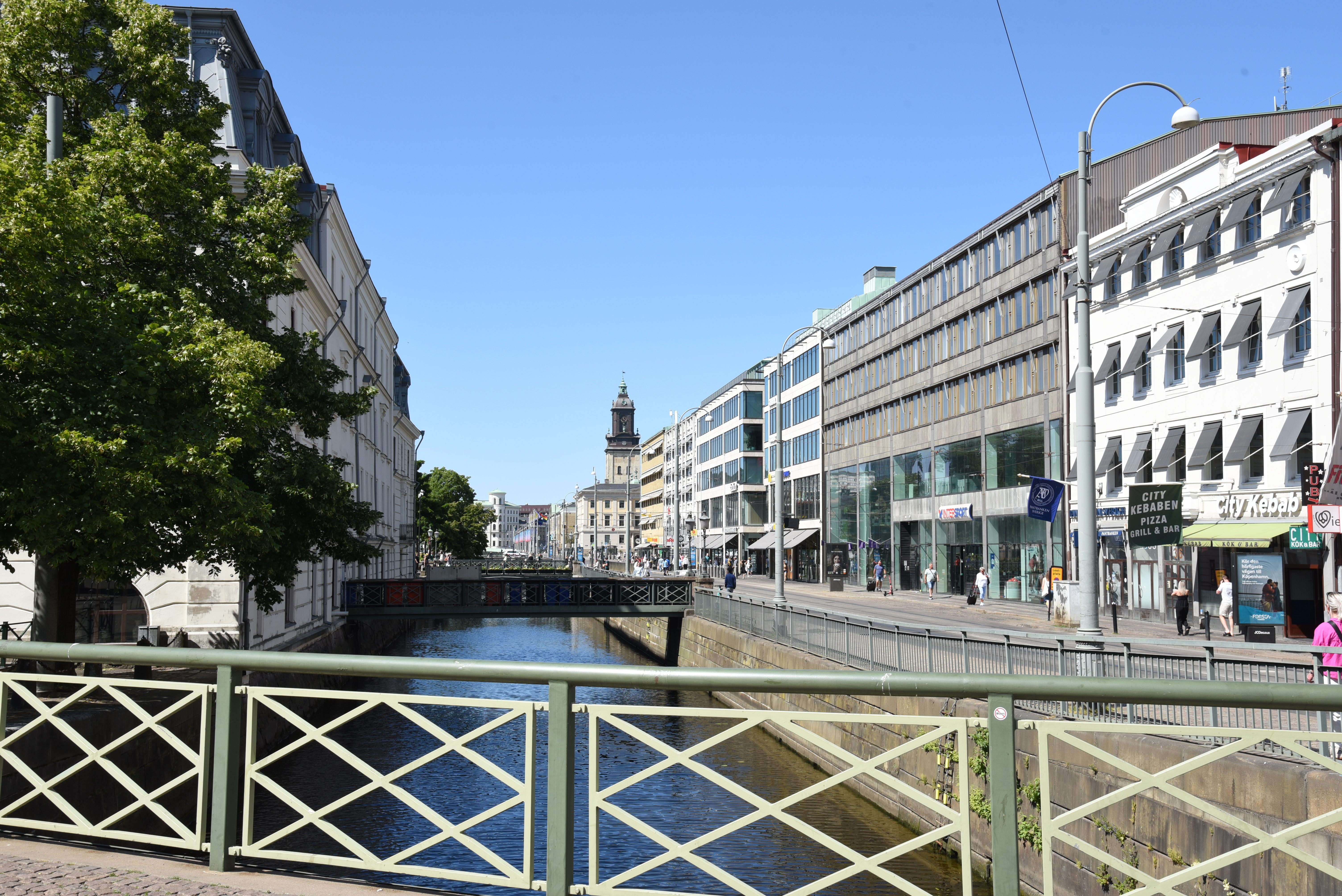
Stora Hamnkanalen och Norra Hamngatan 18–36 i kvarteret Kronobageriet år 2023.

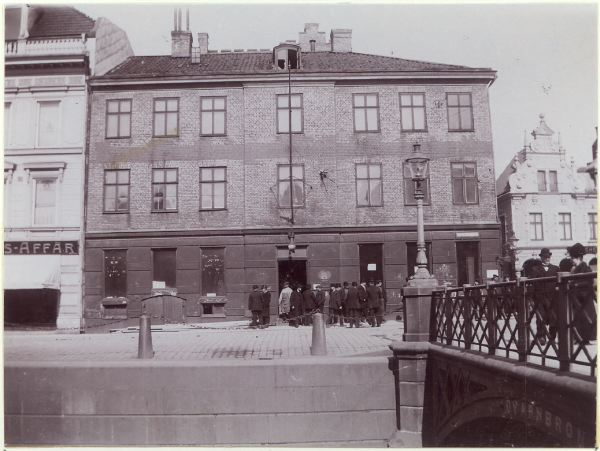
Dahlanderska huset Norra Hamngatan 40 – Nils Ericsonsgatan 25 år 1912.

Kvarteret Kronobageriet omgärdades av Köpmansgatan i norr, Östra Hamngatan i väster, Norra Hamngatan i söder och Nils Ericsonsgatan i öster. Det var det "finaste" av Östra Nordstadens kvarter. Kvarteret fick sitt namn efter Kronobageriet, som fanns kvar där ännu år 1890. Längs Norra Hamngatan bodde rådmän och andra av stadens befattningshavare, samt välbärgade köpman. Åt Köpmansgatan bodde hantverkare och hökare.
De flesta husen längs Norra Hamngatan uppfördes under 1820-talet och bebyggelsen bestod av trevåningshus. Stadsarkitekten Jonas Hagberg arbetade för att uppnå en symmetri i husraden. Till följd av ekonomiska kriser och kolerans härjningar tog byggandet lång tid. Åt Köpmansgatan var bebyggelsen mindre påkostad och bestod främst av enkla tvåvånings stenhus. På Köpmansgatan 23 och senare även på Köpmansgatan 21 låg O. P. Anderssons brännvinsdestilleri. Bland andra verksamheter längs Köpmansgatan fanns slakterier, en chokladfabrik, samt Kuhlins plåtslageri, som låg där från början av 1900-talet fram till 1960-talet.
Efter branden år 1813 kom handelsman Anton Lach att år 1819 bli ägare av ödetomterna Östra Hamngatan 30 – Köpmansgatan 9 A, men han genomförde inte något nybygge. År 1824 började han bygga en träbod med avsikt att under några månader hyra ut den till en cirkusägarinna. Planerna möttes av protester och projektet stoppades av stadsarkitekt Hagberg. Anton Lach sålde då tomterna till lantbrukaren och hökaren Petter Enander, som år 1825 lät uppföra ett trevånings stenhus efter ritningar av stadsarkitekten Hagberg. Enander köpte år 1843 Köpmansgatan 9 B och förlängde byggnaden. Fastigheten ägdes av släkten Enander fram till år 1905, då det såldes till firman Ström & Co. Den gick över till firma Larsson, Seaton & Co år 1920 och förvärvades år 1934 av Thulebolagen.
Efter branden år 1813 uppförde handelsman Jonas Bergström ett trevånings stenhus efter ritning troligen utförd av Justus Fredrik Weinberg. Stadsarkitekten Jonas Hagberg tog år 1825 fram ett förslag till samordning av fastigheterna vid Östra Hamngatan 30–34, vilka låg mitt emot Stora Torget. Enligt förslaget skulle Bergströms hus i mitten ges ett mer dominant utseende. Bergström lovade att försöka ta hänsyn förslaget, men ville inte göra några större ändringar. Enanders hörnhus påverkades inte så mycket av förslaget och nummer 34 hade ännu inte börjat byggas. Östra Hamngatan 32 köptes år 1915 av konditor Carl Bräutigam, som sålde det till Brandförsäkrings AB Norrland år 1920 och därefter gick det över till Thulebolaget.
Konsul Olof Beckman lät efter branden år 1813 uppföra ett trevånings hus i hörnet Östra Hamngatan 34 – Norra Hamngatan 18. Sedan grosshandlare Julius Lindström åren 1857 och 1860 köpt fastigheterna lät han riva dem och uppförde en byggnad i romersk nyrenässans efter ritningar av Johan Fredrik Åbom. Det invigdes den 13 december 1866. År 1881 köptes huset av grosshandlare John West Wilson, efter vilken det kom att kallas Wilsonska huset. Efter hans död såldes huset till frukthandlare Friedrich Mühlenbock år 1889 och benämndes då för Mühlenbockska huset. Mühlenbock lät anlägga en trädgård på taket, där han odlade grönsaker. Huset kom senare att ägas av firman Heyman & Co, som år 1935 sålde det till Thulebolaget, som lät riva det och de andra fastigheterna mitt emot Gustav Adolfs torg. Thulehuset uppfördes i dess ställe efter ritningar av Nils Einar Eriksson.
Innehavaren av Göteborgs Choklad & Konfektfabrik, disponent Carl Axel Lindelöw, ägde från omkring år 1910 Köpmansgatan 9 B och 11, vilka år 1960 övergick till Brändström & Turitz. Norra Hamngatan 24, med baktomten Köpmansgatan 13, byggdes år 1826 efter ritningar av Justus Fredrik Weinberg och köptes vid sekelskiftet 1900 av firman Dorch, Bäcksin & Co. År 1923 revs Köpmansgatan 13 och ersattes av ett fyra våningars lagerhus ritat av Sven Tingström. År 1944 skedde en ombyggnad av fastigheten åt Norra Hamngatan.
Järnhandlare Johan Christian Fraenkel köpte år 1865 Norra Hamngatan 26 och år 1879 bildades firman Fraenkel & Hedenberg, vilken Magnus Hedenberg blev ensam ägare till år 1883. Norra Hamngatan 28 och Köpmansgatan 19 förvärvades år 1903 och år 1931/1932 skedde en sammanslagning och ny- och ombyggnad genomfördes efter ritningar av Sten Branzell. Norra Hamngatan 28 – Köpmansgatan 19 köptes år 1838 av slaktare Johannes Carlson, som år 1832 köpt Gunnebo slott och år 1841 blev ägare av landeriet Götaberg. Norra Hamngatan 28 hyrdes ut av Fraenkel & Hedenberg, men redan från år 1881 hade där bedrivits restaurangrörelse. Omfattande om- och påbyggnader genomfördes i slutet av 1950-talet. Nordstans entré mot Norra Hamngatan ligger där dessa byggnader låg, sedan Götgatan dragits fram där.
Olof Peter Anderson köpte år 1825 Norra Hamngatan 32 med bakgården Köpmansgatan 23 och grundade det senare berömda brännvinsdestilleriet O. P. Anderson & Son där. Tio år senare köpte sonen för firmans räkning grannfastigheten Norra Hamngatan 30 och Köpmansgatan 21. Efter Olof Peter Andersons död år 1876 lät sonen Carl August Andersson flytta fabriken till Lilla Klädpressaregatan, där den senare kom att utvidgas. År 1863 köpte Carl August Andersson fastigheten Norra Hamngatan 36 och lät flytta kontoret dit, varvid hans yngre bror Adolf Robert Andersson övertog den gamla fastigheten. Carl August Andersson lät år 1865 bygga om Norra Hamngatan 36 – Köpmansgatan 27 och år 1891 uppfördes en nybyggnad vid Köpmansgatan. Kontoret låg ännu år 1886 kvar vid Norra Hamngatan 36, men flyttades senare till Lilla Klädpressaregatan. Carl August Andersson bodde kvar vid Norra Hamngatan 36 till sin död år 1903. Fastigheterna gick sedan i arv till hustrun och de fyra sönerna, men de såldes år 1924 till Lifförsäkrings AB Balder, som lät uppföra en nybyggnad åt Norra Hamngatan efter ritningar av Harald Ericson och Ragnar Ossian Swensson.
Vid Norra Hamngatan 38 – Köpmansgatan 29 gick tidigare Slakthusgatan. Handelsman Jacob Wilhelm Edin lät år 1823 stadsarkitekten Jonas Hagberg rita ett stenhus mot Norra Hamngatan och inköpte även tomten mot Köpmansgatan, vilken dock endast bebyggdes med mindre byggnader. År 1875 förändrades huset mot Norra Hamngatan och mot gården uppfördes ett trevånings hus. En större ombyggnad skedde år 1907, varigenom fasaden mot Norra Hamngatan förändrades. På 1930-talet fanns bland annat hotell Drott bland hyresgästerna. En ombyggnad skedde år 1930/1931.
Vid Norra Hamngatan 40 – Nils Ericsonsgatan 23 och 25 – Köpmansgatan 29 låg under 1600- och 1700-talen Kronobageriet och Slakthuset. Slakthuset flyttade därifrån år 1835 medan Kronobageriet låg kvar där till år 1890; det hade dock flyttats mellan ett par tomter omkring år 1835. I hörnet Norra Hamngatan 40 – Nils Ericsonsgatan 25 lät handlande Lars Dahlander omkring år 1849 uppföra ett trevånings hus. Apotekare Otto Björsell, som år 1910 övertagit apoteket Vasen vid Drottningtorget, köpte det Dahlanderska huset, lät riva det och uppförde en monumental byggnad efter ritningar av Arvid Bjerke år 1912. Hörnet Köpmansgatan – Nils Ericsonsgatan, varifrån Kronobageriet flyttat, inköptes av handlanden och hotellägaren Johan Anders Holmdal, som år 1895 lät uppföra ett fyravånings hus, i vilket Hotell Kung Karl inrymdes. Hotell Kung Karl öppnades i oktober 1896. Det innehöll 50 rum, samt var försett med hiss och egen badinrättning med kalla och tempererade bad och dusch. Det hade dessförinnan legat på Köpmansgatan 52 mitt emot nybyggnaden. Det gamla Hotell Kung Karl döptes om till Hôtel du Nord. Byggnaden ritades av Hans Hedlund och Hotell Kung Karl bytte senare namn till Hotel Opera. Hotellet revs år 2007.

## Nuvarande kvarter
Genom omdaningen av Östra Nordstaden under åren 1965–1975 ersattes de tidigare åtta kvarteren med två, vilka bestod av mer än 100 tomter. De kvarvarande gatorna har huvudsakligen samma läge som tidigare. Sedan tillkomsten på 1970-talet har flera ombyggnader skett. Kvarteret 10 Kronobageriet förnyades delvis och Götgatan drogs fram till Norra Hamngatan, varvid Nordstans huvudentré skapades.

### Kvarteret 2 Hövågen

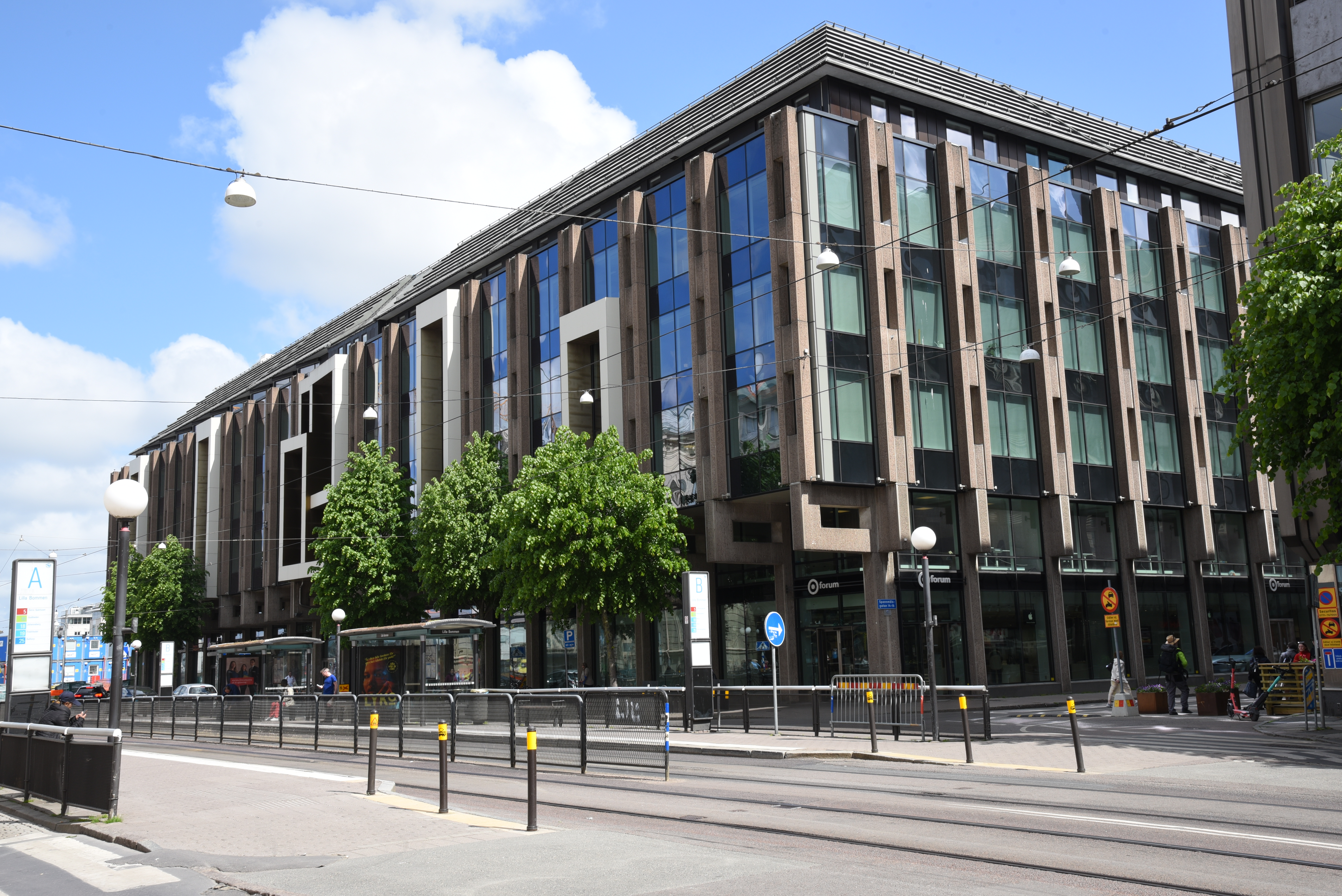
Östra Hamngatan 2–16 uppfört för Götabanken i kvarteret Hövågen.

Kvarteret 2 Hövågen omgärdas sedan saneringen av stadsdelen av Kanaltorgsgatan i norr, Nils Ericsonsgatan i öster, Spannmålsgatan i söder och Östra Hamngatan i väster och omfattar de tidigare kvarteren Gustavus Primus, Klädpressaren och Hövågen.
Fastigheten Nordstaden 2:15 vid Nils Ericsonsgatan 1 och Kanaltorgsgatan utgörs av ett parkeringshus i sju våningar, vilket uppfördes efter ritningar av White arkitekter AB under åren 1971–1973 och utgjorde objekt nummer 7 i byggnadsprojektet. Under åren 1986–1988 anlades Lilla Klädpressaregatan, som en förlängning av Götgatan – Nordstadstorget och en anslutning till Torsten Henriksons gångbro mot Lilla Bommen byggdes.
Fastigheten Nordstaden 2:16, Östra Hamngatan 2–16, Spannmålsgatan 14–16 och Kanaltorgsgatan, är ett affärs- och kontorshus i fem våningar. Det uppfördes under åren 1972–1975 för Götabanken efter ritningar av Tengboms arkitekter och utgjorde objekt nummer 9 i byggnadsprojektet. Byggnaden ligger delvis där det tidigare Kanaltorget låg.

### Kvarteret 8 Köpmannen

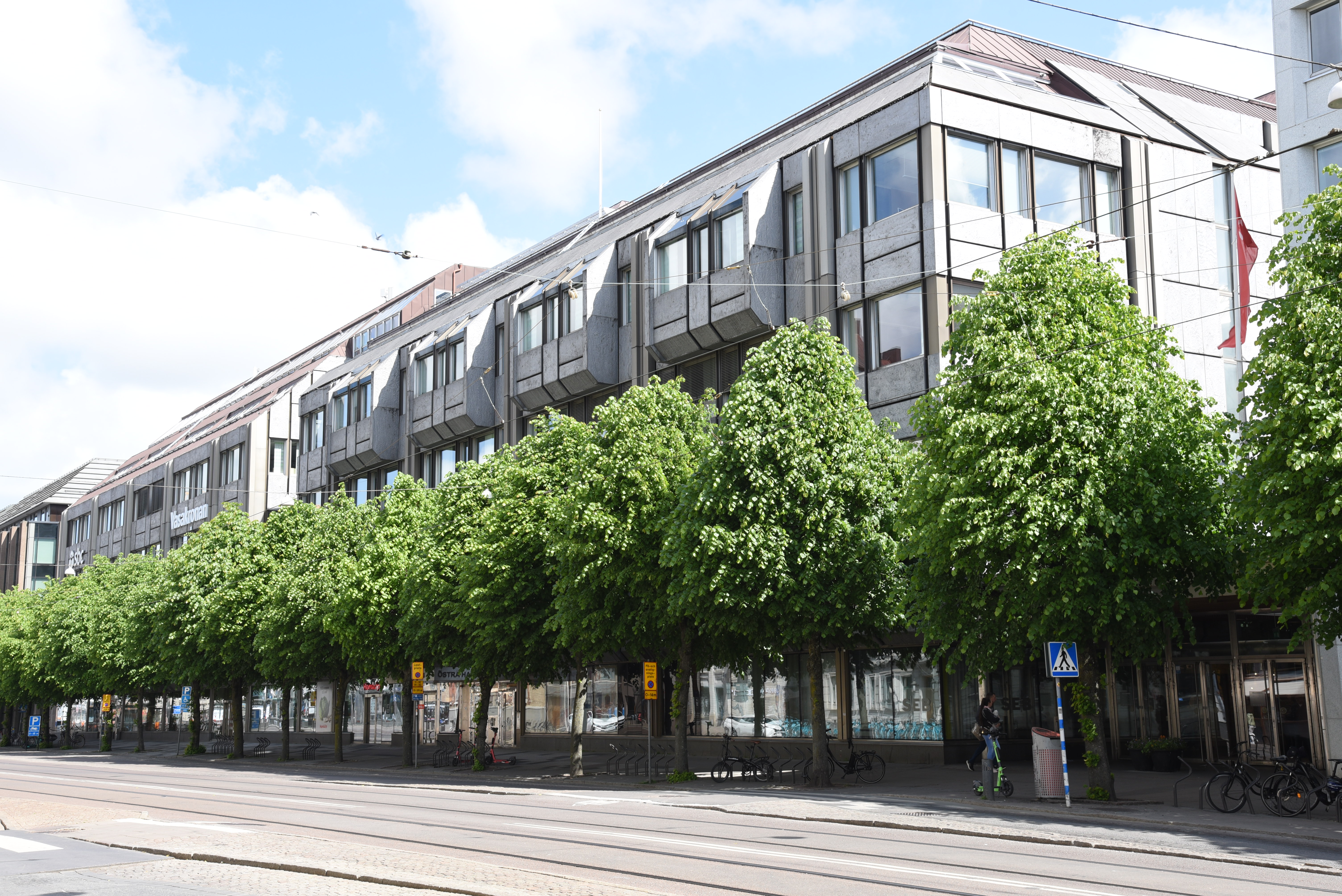
Östra Hamngatan 18–24 uppfört för Skandinaviska Banken i kvarteret Köpmannen.

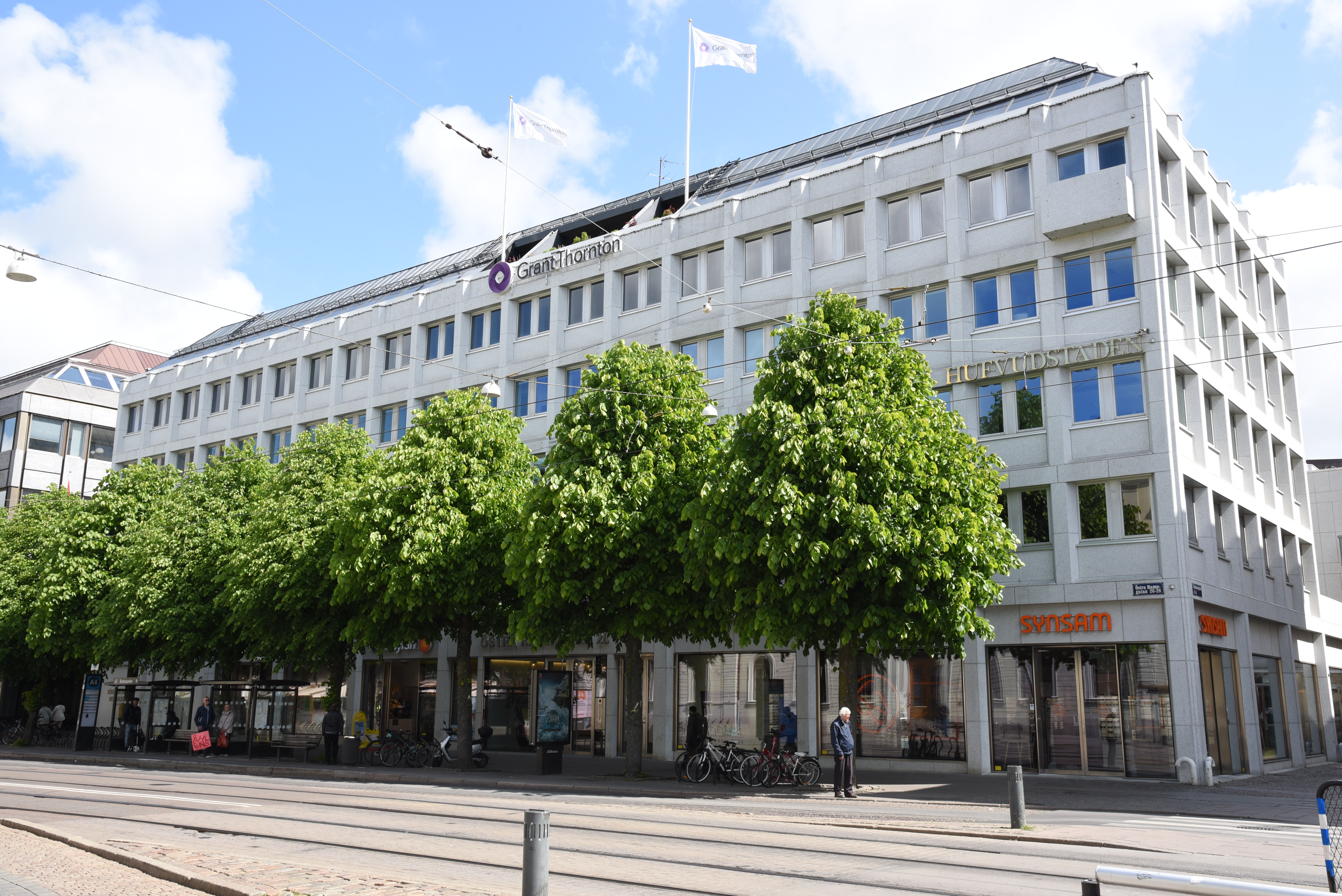
Östra Hamngatan 26–28 uppfört för Länssparbanken i kvarteret Köpmannen.

Butiksvaruhuset Femman, fastigheten Nordstaden 8:24, Nils Ericsonsgatan 3–17, Nordstadstorget 4–8, uppfördes under åren 1971–1973 efter ritningar av Sven Backström och Leif Reinius och utgjorde objekt nummer 5 i byggnadsprojektet. Det motsvarar de tidigare kvarteren Strykjärnet och Gästgivaren.
Scandic Hotel Europa i fastigheten Nordstaden 8:25, Nils Ericsonsgatan 19–21, Köpmansgatan 36–42, Postgatan 45–49 och Götgatan 10–12 uppfördes under åren 1970–1973 efter ritningar av E Henlund/F O Peterson & Söner Arkitektkontor och utgjorde objekt nummer 3 i byggnadsprojektet. Utöver hotellet finns här kontor för F O Peterson & Söner AB, samt Apoteket Vasen. Den nuvarande fastigheten är belägen i det tidigare kvarteret Köpmannens östra del. Vid Nils Ericsonsgatan 19 låg tidigare Hotel Continental.
Under åren 1971–1973 uppfördes kontors- och varuhuset i fastigheten Nordstaden 8:26, Östra Hamngatan 26–28, Köpmansgatan 28–34 och Postgatan 39–43, för Länssparbanken Göteborg efter ritningar av Sven Brolid. Byggnaden utgjorde objekt nummer 4 i byggnadsprojektet. Fastigheten är belägen i det tidigare kvarteret Köpmannens västra del.
Kvarteren Tenngjutaren och Nålmakaren med totalt 20 tomter slogs ihop till fastigheten Nordstaden 8:27, Östra Hamngatan 18–24, Postgatan 22–24 och Nordstadstorget 3–7. Kontors- och varuhuset uppfördes under åren 1971–1973 för Skandinaviska Enskilda Banken efter ritningar av Lund & Valentin och utgjorde objekt nummer 6 i byggnadsprojektet. I byggnaden ligger bland annat Åhléns varuhus. Den tidigare byggnaden Östra Hamngatan 12, där Handelstidningen hade sin redaktion, låg inom den nuvarande fastigheten. Skandinaviska Bankens byggnad i kvarteret omfattade 50 000 kvadratmeter, av vilka banken använde hälften och resten hyrdes ut till varuhus, butiker och kontor. Det första spadtaget togs av direktör Alf Åkerman i maj 1971. Bygget beräknades kosta 132 miljoner kronor och skulle vara halvklart i oktober 1973 och helt klart i februari 1974. Byggnaden uppfördes i sju våningar, varav sex våningar ovan jord och med en fasad med gjutna aluminiumplattor. Skandinaviska Banken flyttade till Östra Nordstaden från lokaler på Södra Hamngatan och i Chalmerska huset. Fasaden fick inledningsvis inte godkännande av byggnadsnämnden, då den inte ansågs passa ihop med Sparbankens vita fasad i marmor.

### Kvarteret 10 Kronobageriet

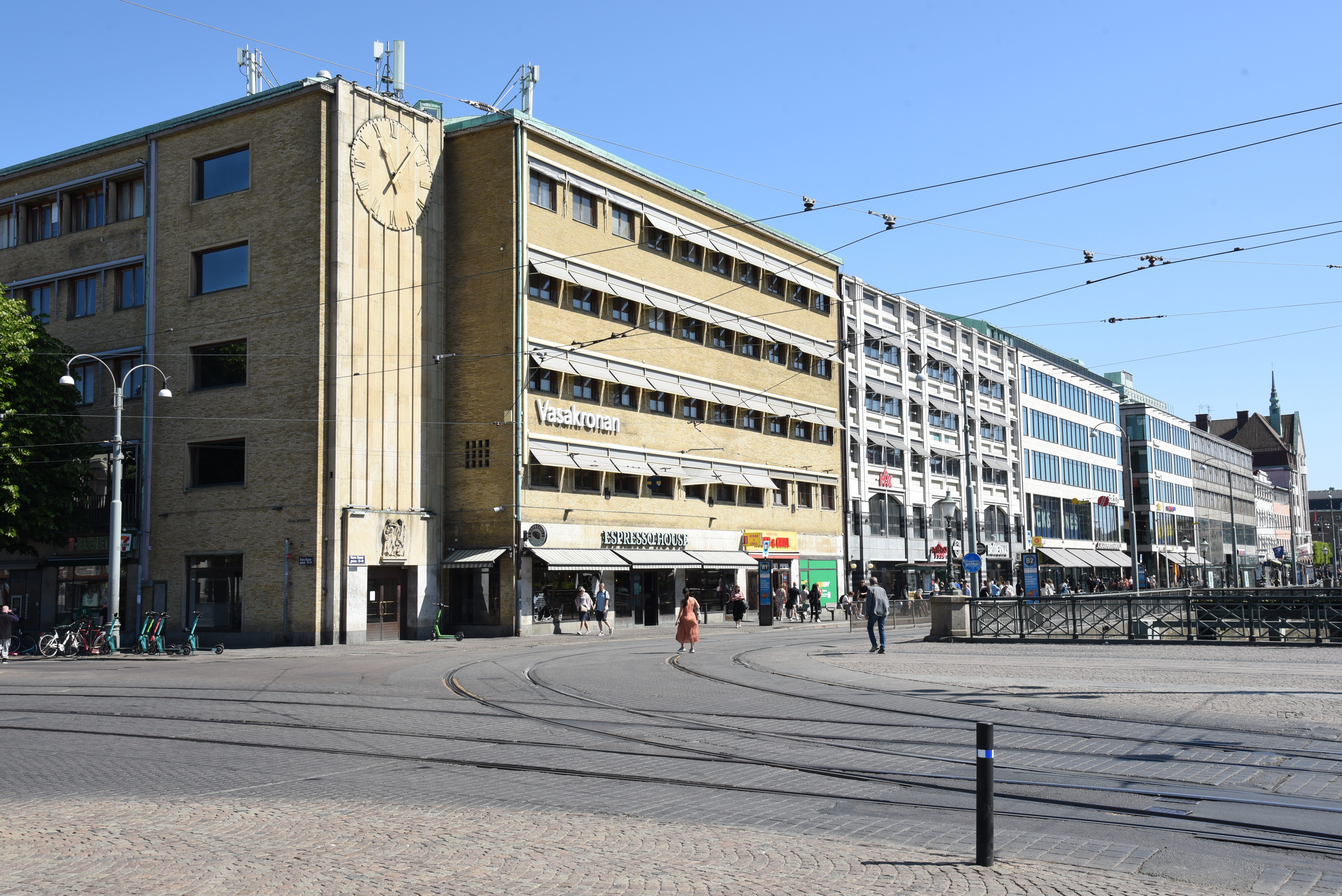
Kvarteret Kronobageriet sett från Brunnsparken. Närmast ligger Thulehuset.

Thulehuset med adress Norra Hamngatan 18 – Östra Hamngatan 30–34 och Köpmansgatan 9 A (Nordstaden 10:20) är en kontorsbyggnad med butiker. Det uppfördes 1937 i funktionalistisk stil enligt ritningar av Nils Einar Eriksson för försäkringsbolaget Lif-Thule.
Kontors- och affärshuset vid Norra Hamngatan 20–22 – Köpmansgatan 11 A–B (Nordstaden 10:25) uppfördes under åren 1984–1986 efter ritningar av Nowak–Sundberg Arkitekter AB.
Norra Hamngatan 24–30 – Köpmansgatan 13–19 (Nordstaden 10:23) är ett kontorshus med butiker och restauranger, uppfört år 1968 för kommanditbolaget Östra Nordstaden & Co efter ritningar av White arkitekter AB/Armand Björkman. Det är uppfört på båda sidor om Götgatan, vilken vid Östra Nordstadens omvandling förlängdes ut till Norra Hamngatan. Före rivningarna låg där åtta olika hus.
Norra Hamngatan 32–34 – Köpmansgatan 21–25 (Nordstaden 10:22) är ett kontorshus med butiker, uppfört år 1967 för kommanditbolaget Östra Nordstaden & Co efter ritningar av White arkitekter AB/Armand Björkman.
Norra Hamngatan 36 (Nordstaden 10:15) är ett kontorshus med butiker, vilket uppfördes år 1827 och har byggts om flera gånger. Det nuvarande utseendet tillkom på 1920-talet. Köpmansgatan 27 utgör bakgårdstomt och innehåller bostäder, restaurang och butik. Det uppfördes år 1891 och är ett av få bevarade 1800-talshus i Östra Nordstaden.
Norra Hamngatan 38 (Nordstaden 10:16) är en del av Hotell Opera. Byggnaden är ursprungligen från år 1823, men har genomgått flera förändringar, bland annat tillkom en hel vindsvåning och huset försågs med släta funkisfasader år 1930. År 1983 skedde en påbyggnad med en våning, då hotellet bytte regi och namn till Hotell Ekoxen. Köpmansgatan 29, som utgör bakgårdstomt, uppfördes troligen år 1876 och byggdes om år 1930 för Hotell Drott. Liksom grannhuset Köpmansgatan 27 är det ett av få bevarade 1800-talshus i Östra Nordstaden.
Norra Hamngatan 40 – Nils Ericsonsgatan 25 (Nordstaden 10:18) är ett femvånings kontorshus med butik, uppfört år 1912 i nationalromantisk stil efter ritningar av Arvid Bjerke för apoteket Vasen.
Nils Ericsonsgatan 23 – Köpmansgatan 29 A (Nordstaden 10:17) utgörs av Hotel Operas nybygge från år 2008, vilket ersatte det gamla Hotel Kung Karl, som revs år 2007.

## Projekt Östra Nordstaden 1959–1975

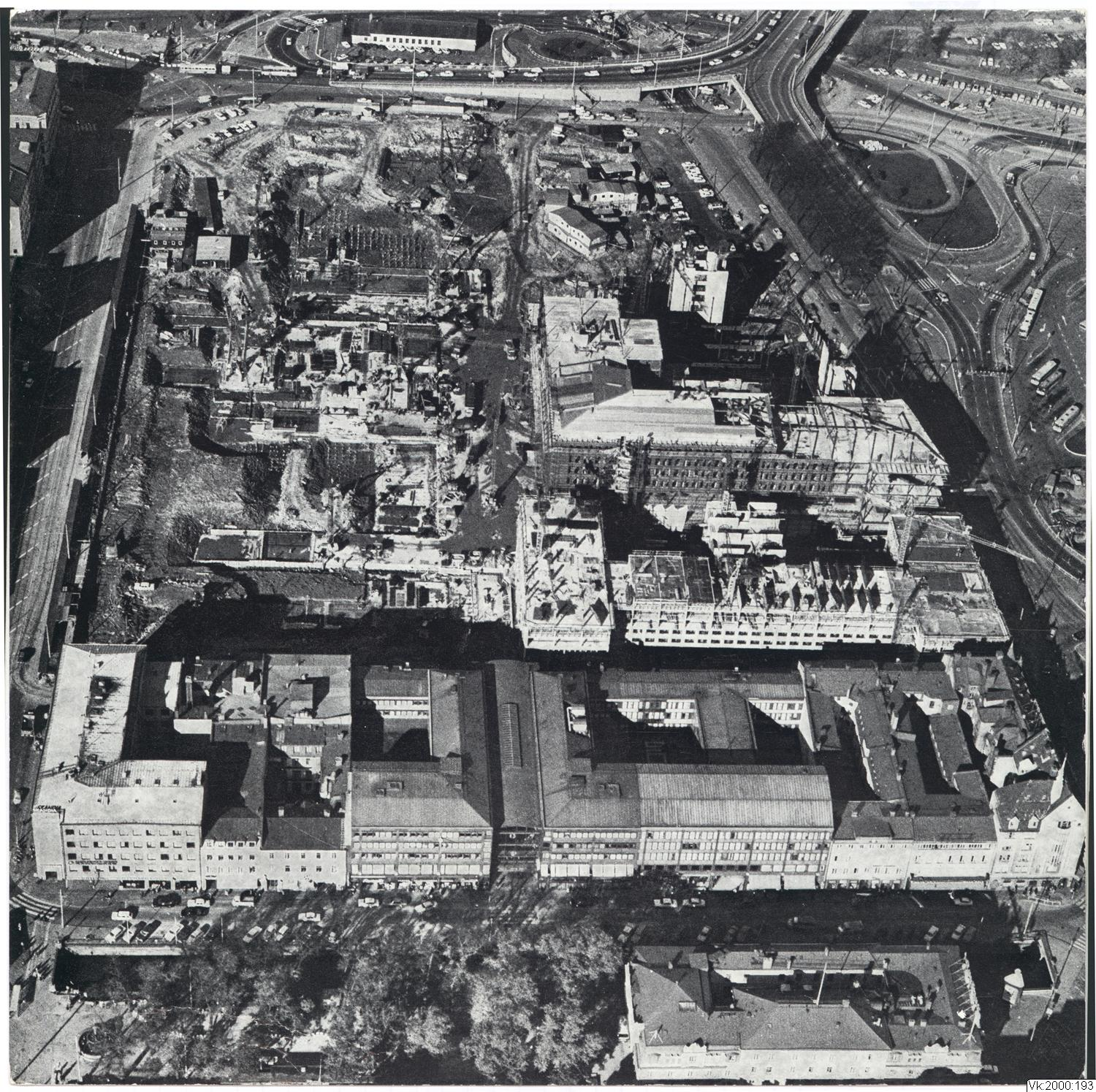
Östra Nordstaden under uppförande i november 1971. Flygfoto mot norr.

Östra Nordstaden totalsanerades fram till 1974/1975 och var "Sveriges största sammanhängande citysanering" och genomfördes helt i privat regi. Kostnaden var motsvarande 2,3 miljarder kronor (1996 års penningvärde). Projektet genomfördes av ett antal byggföretag och finansierades av några affärsbanker i Göteborg och hade stöd av Göteborgs kommun. Byggfirmorna presenterade en plan för kommunens ledande socialdemokratiska politiker Torsten Henrikson och Erik Johannesson. En arkitekttävling arrangerades år 1958 beträffande "Drottningtorgets ordnande", i vilken professor Sune Lindström och Vattenbyggnadsbyrån (VBB) deltog. De föreslog att hela Östra Nordstaden skulle saneras och ersättas med ett övertäckt shoppingcenter med en central, stor parkering och gågator genom anläggningen.
I mars 1959 lade Siab och VBB fram en rapport för ett antal byggare och tio byggfirmor förklarade sig intresserade av att gå in i projektet. De tre stora riksföretagen Svenska Industribyggen AB (Siab), Bygg-Oleba Olle Engkvist AB och AB Skånska cementgjuteriet ingick, liksom de sju lokala företagen Gösta Andersson Byggnadsfirma, Byggnads AB Eriksson & Rann, Ernst Järnfelt Byggnads Ab, Yngve Kullenbergs Byggnads AB, Byggnads AB J. Alfr. Olsson, F O Peterson & Söner Byggnads AB och Gunnar Zetterberg Byggnads AB. Företagen bildade bolaget Östra Nordstaden AB & Co. Kommanditbolag.
Den 2 november 1959 lämnade kommanditbolaget in en skrivelse till fastighetsnämnden, där de beräknade att projektet skulle ta 8–10 år att genomföra och att de tillförsäkrats bankstöd under förutsättning att staden medverkade. Konsortiet räknade med att kunna köpa de flesta byggnaderna, men vid behov skulle man behöva stadens stöd för expropriering, liksom för evakuering av hyresgästerna. Den 10 november 1959 förklarade sig fastighetsnämnden "i princip villig att medverka till saneringen i enlighet med i skriften gjord hemställan".
Totalt fanns det 81 fastigheter i Östra Nordstaden, vilka kommanditbolaget förvärvade under de kommande åren och 1964 ägde det 58 fastigheter. Göteborgs stad ägde tio fastigheter och tre av Kooperativa Förbundet. De övriga tio privatägda fastigheterna kom att exproprieras sedan kommunfullmäktige fattat beslut den 5 mars 1964. Kooperativa Förbundet förde förhandlingar om att gå med i projektet, men sedan förhandlingarna misslyckats kom även deras fastigheter att exproprieras. Exproprieringen pågick fram till slutet av 1960-talet och projektet försenades. Kommunens fastigheter, liksom gatumark inom området, överläts till kommanditbolaget i utbyte mot mark vid Kanaltorgsgatan, en mellanskillnad på 10 050 000 kr.

### Kommanditbolaget och finansiering
Kommanditbolaget Östra Nordstaden AB & Co bildades den 21 juni 1960. Delägare var de tio byggföretagen, vilka hade lika andelar. Bolagets eget kapital var 0,3 miljoner kronor. Finansieringen gjordes av Skandinaviska Banken, Svenska Handelsbanken, Sveriges Kreditbank och Göteborgs Bank. Till verkställande direktör utsågs Frans Persson, som tidigare varit fastighetsdirektör i Göteborg och byggmästare Gösta Andersson var ordförande. Den 1 april 1968 gick Frans Persson i pension och efterträddes av Sture Wickenberg, tidigare projektledare i kommanditbolaget.

### Evakuering
Befintliga hyresgäster evakuerades och i februari 1965 hade 315 av 600 hyresgäster evakuerats. För att kunna genomföra evakuering fick konsortiets medlemmar ställa upp med andra lokaler, eller så köptes fastigheter in. Evakueringen skedde bland annat till Gårda och Hultmans Holme. I Östra Nordstaden fanns 258 företag med 1 975 anställda, motsvarande sju procent av alla företag i Göteborg. Tre fjärdedelar av dem, med 90 procent av de anställda, flyttade till andra håll.

### Varuhus
Förhandlingar fördes med NK om etablering, liksom med Turitz  (Epa) och Kooperativa Förbundet (Konsum). Även Åhlén och Holm (Tempo) visade intresse för en etablering. KF och NK ändrade sig 1966/1967 då de ansåg att de behövde mindre yta än ursprungligt planerat och sedan Ferd. Lundquist köpts av NK hösten 1967, valde de att lämna projektet.

### Ekonomiska problem och utredning
Projektet hamnade i en ny situation efter att varuhusen dragit sig ur och Varabolaget tvekat om hotellbygget. Dessutom hade det i april 1967 införts en investeringsavgift om 25 % på oprioriterade byggen för att dämpa den kraftiga byggkonjunkturen i landet. Även bankerna började inta en mer försiktig hållning vad gällde projektets räntabilitet. En utredning om projektet gjordes av Louis Campanello, direktör för Göta Lejon, hösten 1967. Utredningen var positiv till projektet, men föreslog att det skulle byggas en del bostäder i objekt 7 för att undvika en öde stadsdel under kvällar och nätter. Byggarna fick 1969 öka kapitalinsatserna och borgensåtagandena. En del av byggbolagen gjorde egna utredningar och Siab, Skånska Cementgjuteriet och Kullenbergs ville minska projektets omfattning, medan de övriga ville fortsätta enligt ursprungliga planer. Bankernas inflytande kom att öka och Skandinaviska Banken var intresserad av att ta över objekt 6 för sitt kontor. År 1970 lämnade sex av bolagen kommanditbolaget och de löstes ut hösten samma år. Kvar var Gösta Andersson, F O Peterson & Söner, Bygg-Oleba och Siab. Länssparbanken köpte objekt 4 för sitt nya huvudkontor och Skandinaviska Banken bestämde sig för objekt 6, i vilket även Åhléns öppnade varuhus. Götabanken blev senare intressent av objekt 9 och Varabolaget bestämde sig för att bygga hotell Europa i objekt 3. Hotellet blev då Göteborgs största med 400 rum och 700 bäddar. Dispens för den 25 procentiga investeringsavgiften beviljades i maj 1970.

### Rivningar
Rivningar skedde flera gånger genom sprängningar. Nyårsnatten 1970–1971 sprängdes Östra Hamngatan 18, som innehållit Club Yakida. Den 3 oktober 1970 klockan 8.00 sprängdes Calvert-huset vid Norra Larmgatan och den 1 november samma år husen närmast Thulehuset vid Östra Hamngatan. Det sista huset att rivas var Hotell Atlantic vid Nils Ericsonsgatan. Östra Hamngatan 12, uppfört 1934, sprängdes torsdagen den 29 april 1971 klockan 19.30.

### Byggnadsfaser
I september 1970 började objekten 3–6 byggas. Hösten 1972 invigdes objekten 3, 5 och 7 samt objekten 4 och 6 år 1974. Parkeringshuset i objekt 7 blev klart hösten 1972 med 1 200 parkeringsplatser och resterande del två år senare. Götabankens kontor i objekt 9 blev klart 1975. Invigningen av den första etappen av Nordstadstorget skedde den 28 september 1972.

## Galleri

Östra Hamngatan med kanal, sträckningen från Köpmansgatan omkring år 1910.
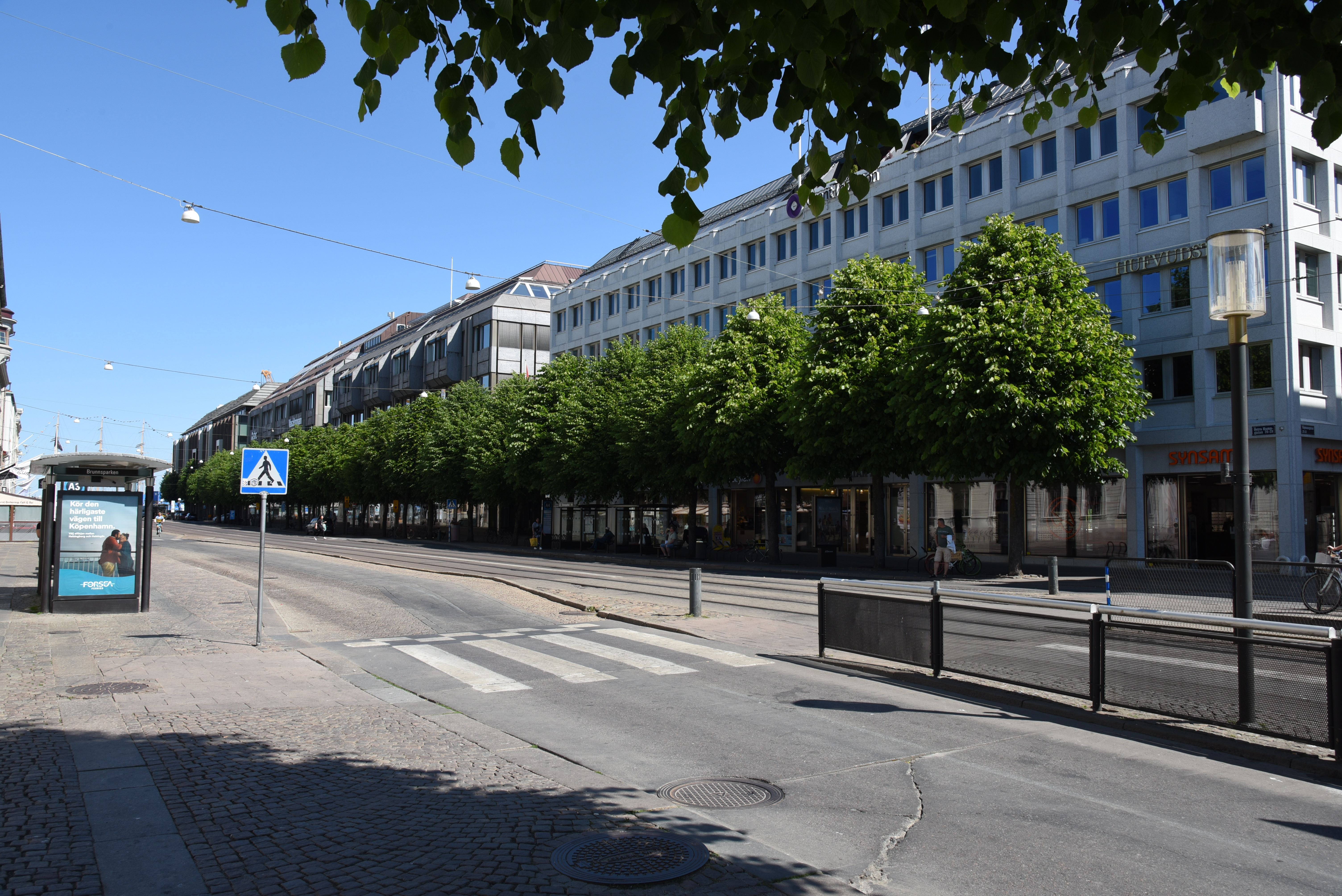
Östra Hamngatan sträckningen Köpmansgatan – Lilla Bommen år 2023.
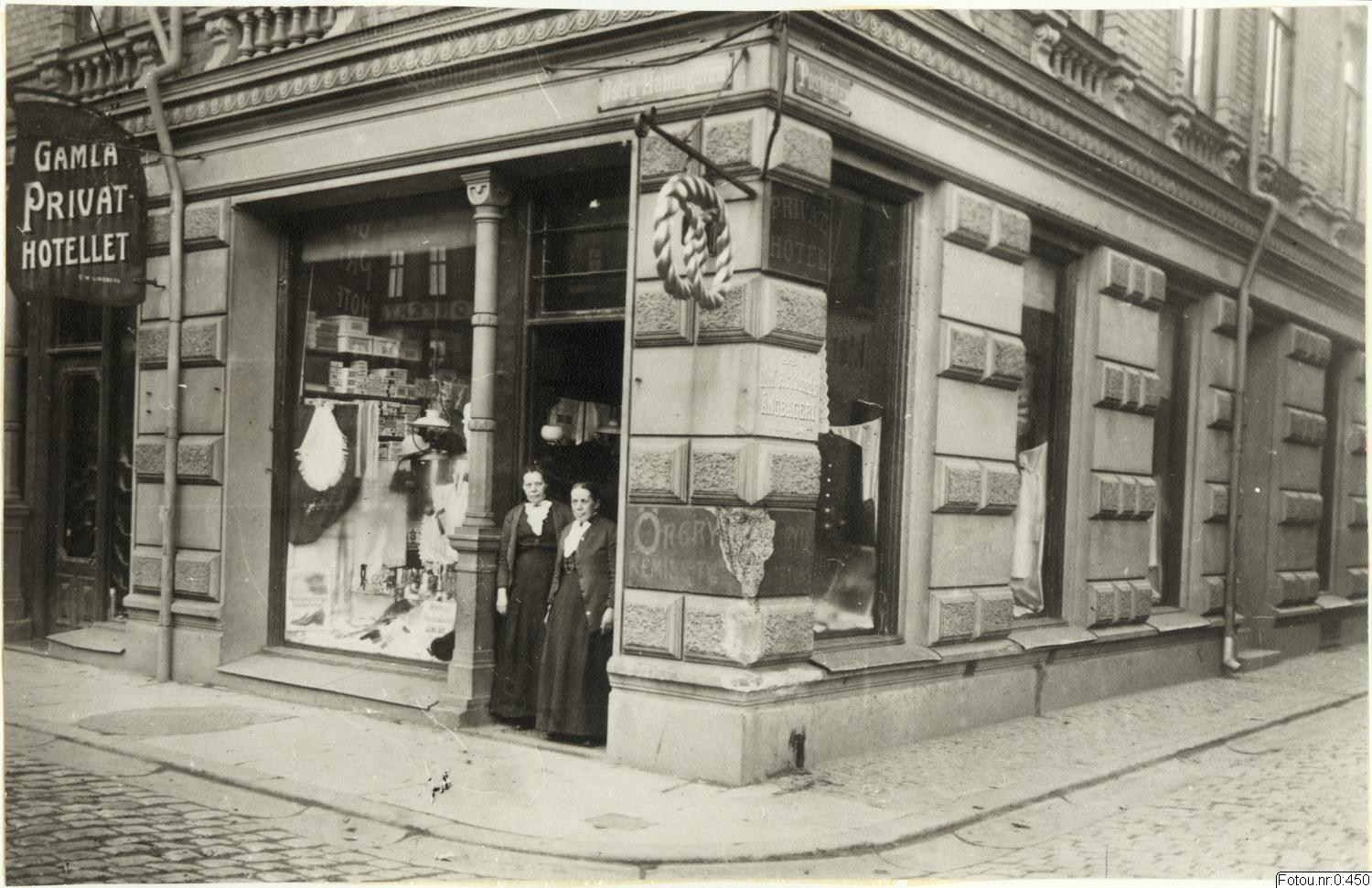
Östra Hamngatan 22 – Postgatan 22 omkring år 1910.
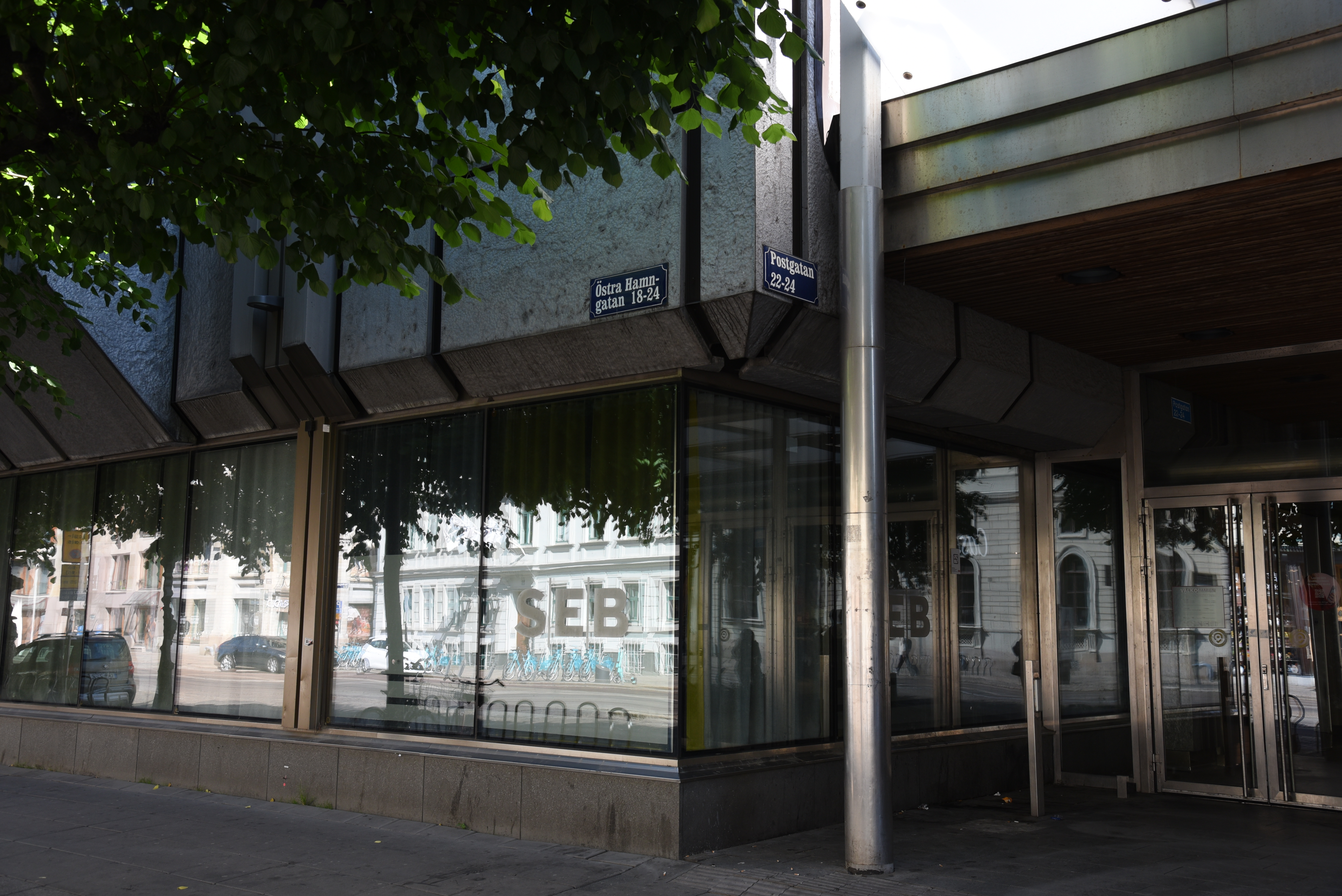
Östra Hamngatan 24 – Postgatan 22 år 2023.
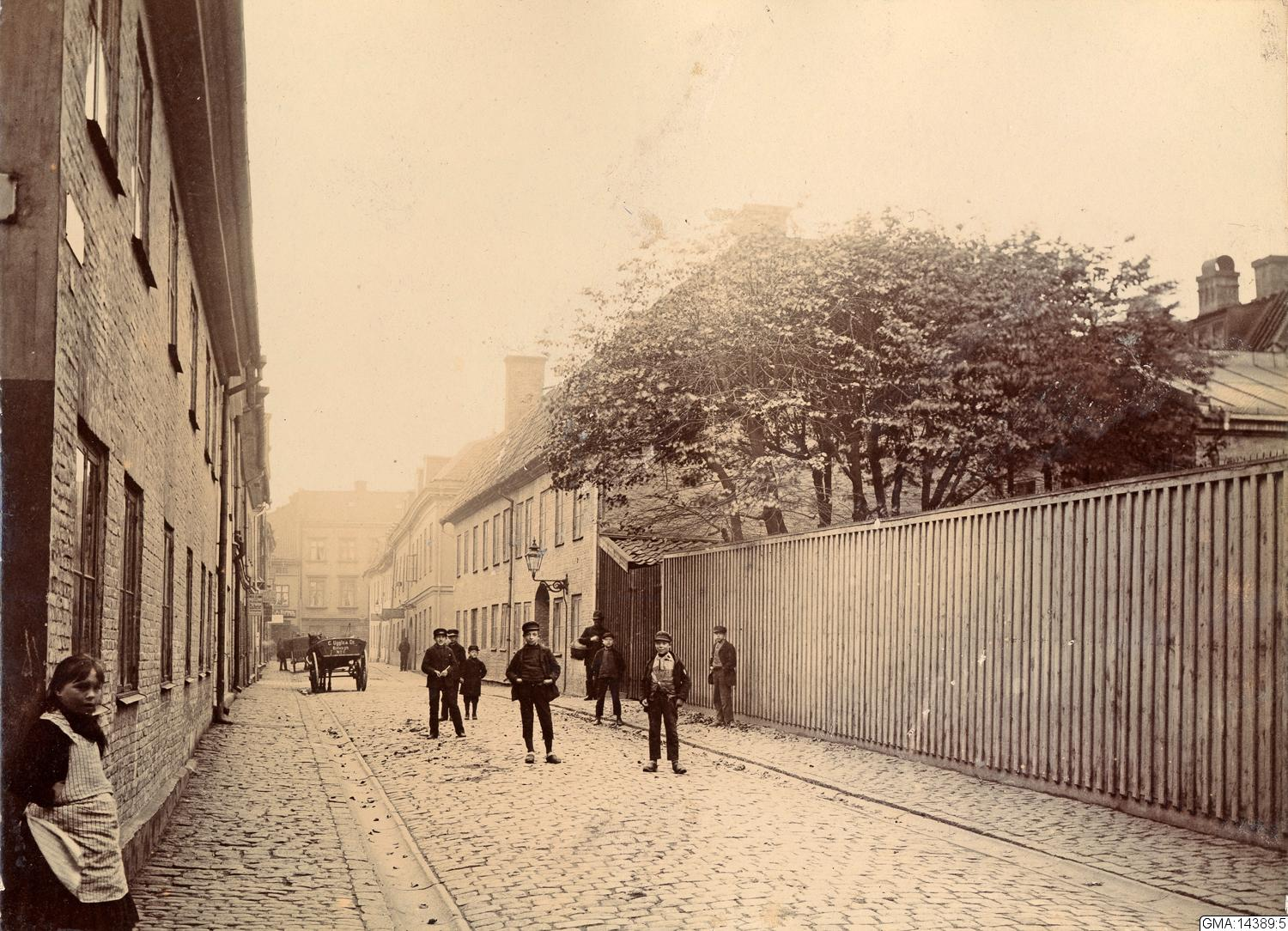
Götgatan åt söder, från hörnet av Spannmålsgatan. I fonden husen på Sillgatan. Omkring år 1888.
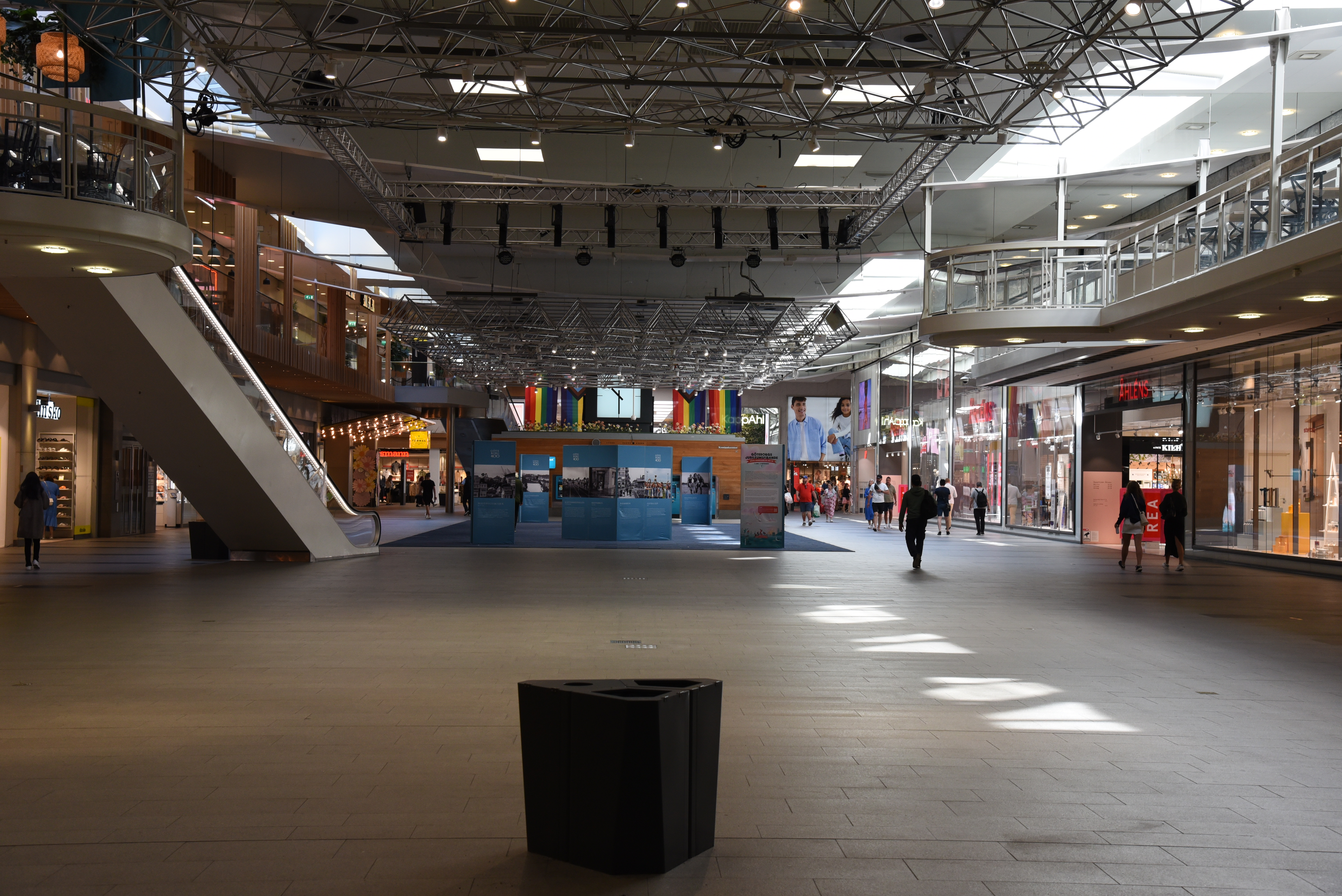
Nordstadstorget sett från Spannmålsgatan år 2023.
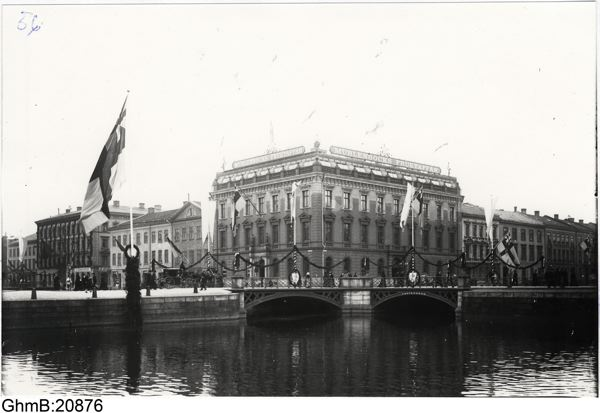
Mühlenbockska huset vid Östra Hamngatan 34 – Norra Hamngatan 18.
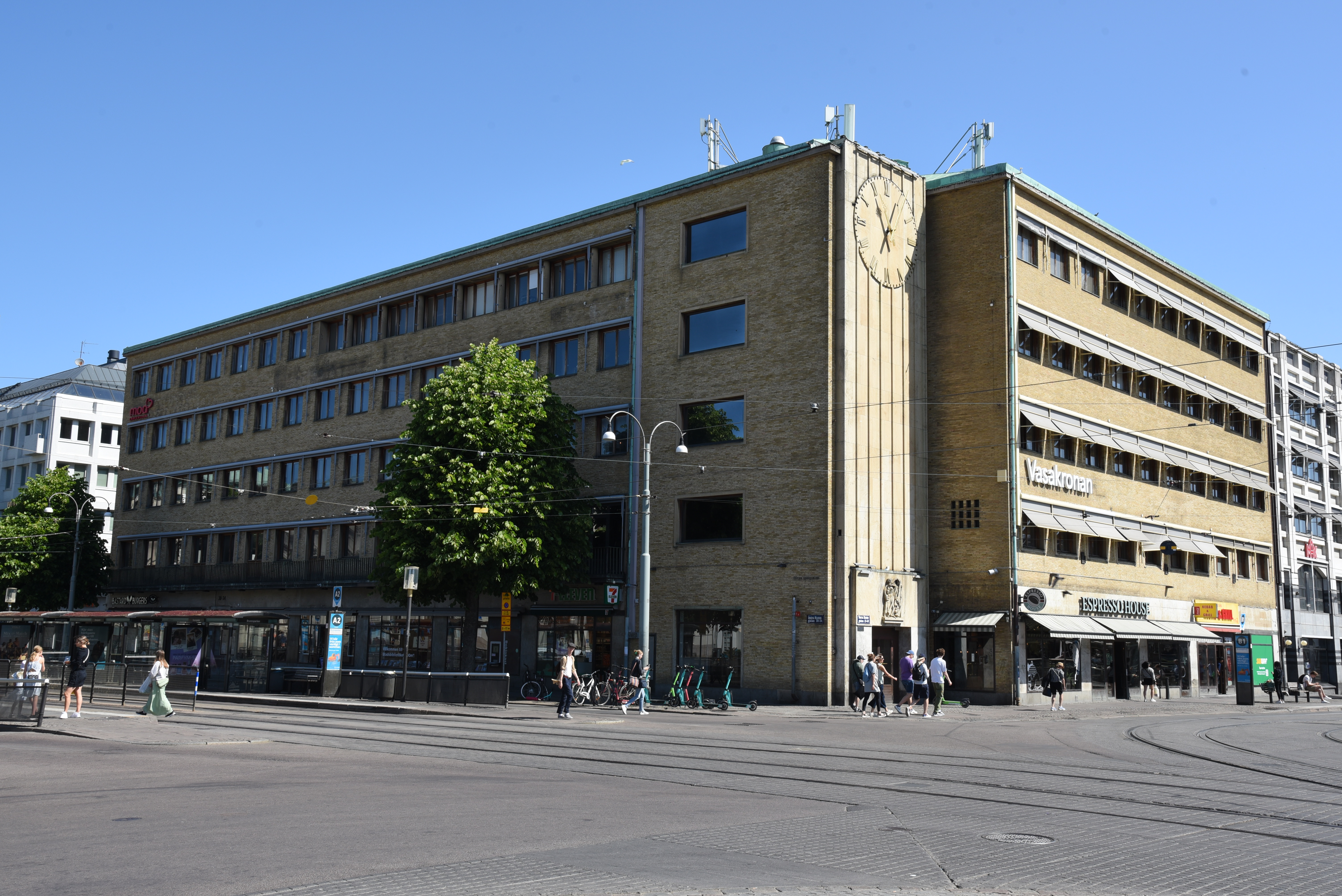
Thulehuset vid Östra Hamngatan 30–34 – Norra Hamngatan 18.
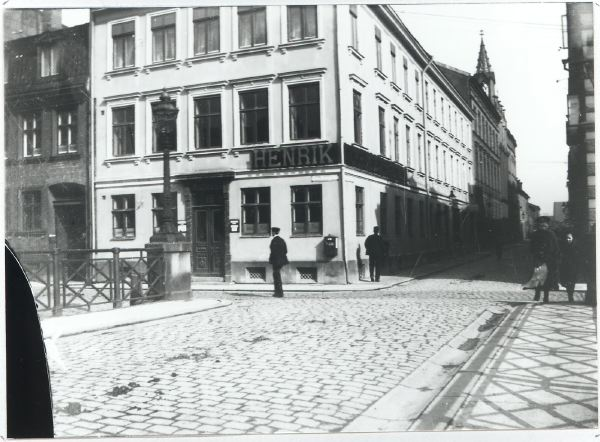
Spannmålsgatan 14–18 år 1910. Katolska kyrkan med tornet på är nummer 18. Bilden tagen från Spannmålsgatubron.
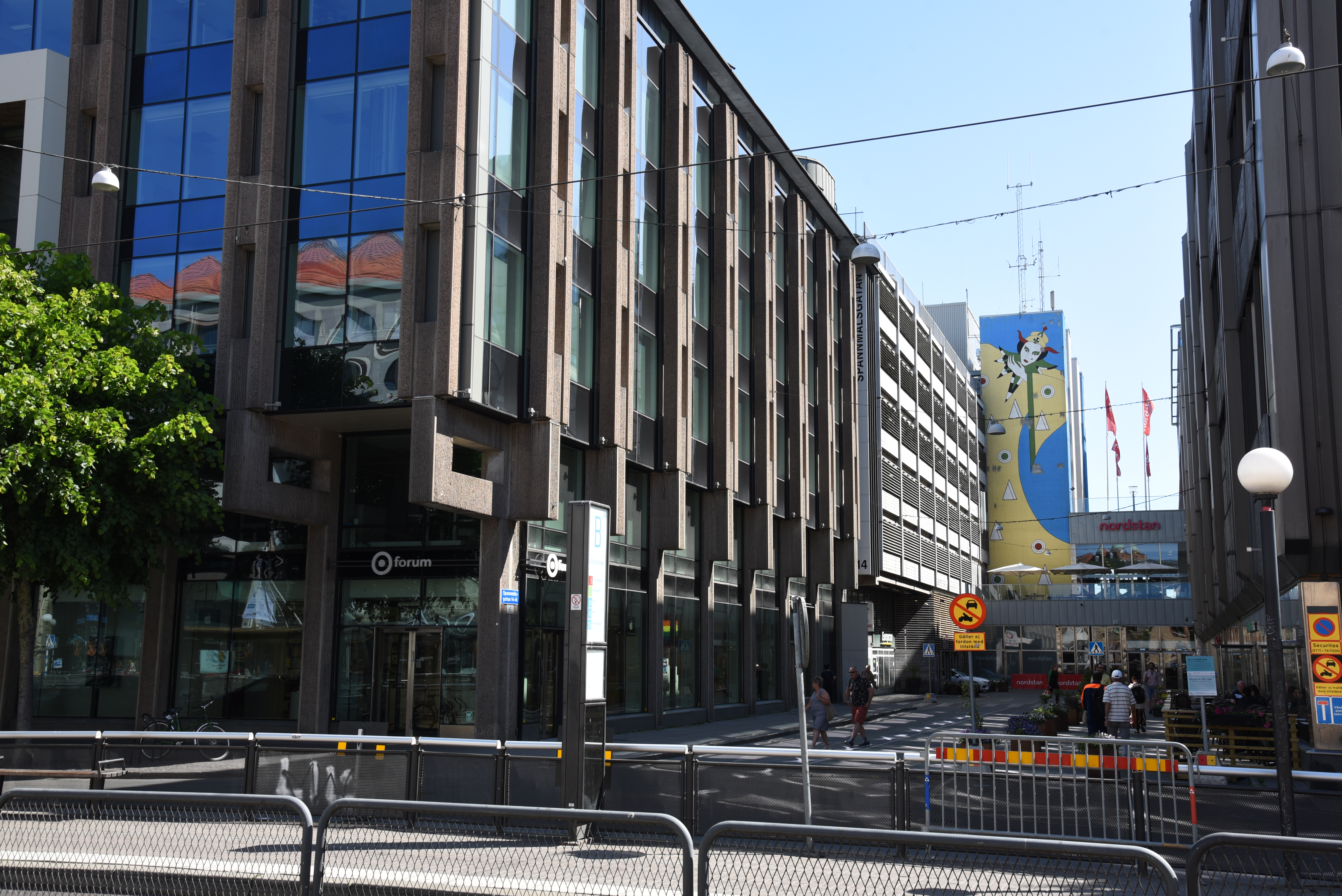
Spannmålsgatan 14–16 år 2023.
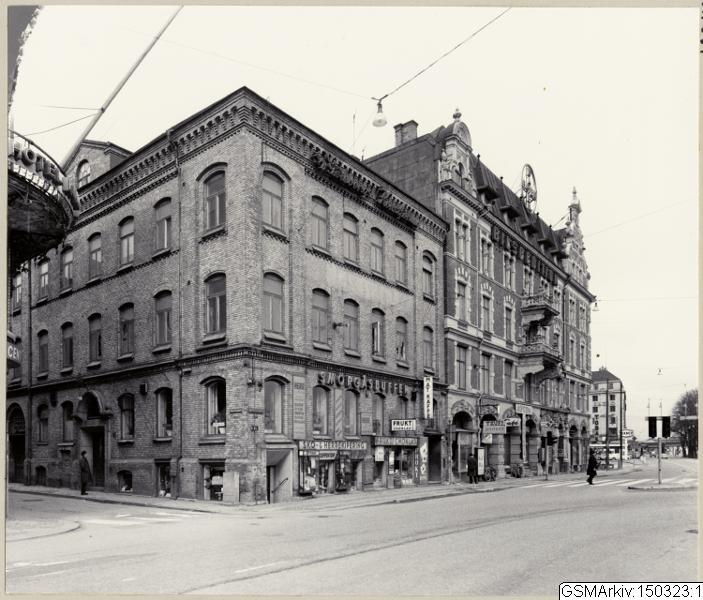
Köpmansgatan 52 – Nils Ericsonsgatan 21–19 år 1970. På Köpmansgatan 52 höll Cue Club till under åren 1966–1969.
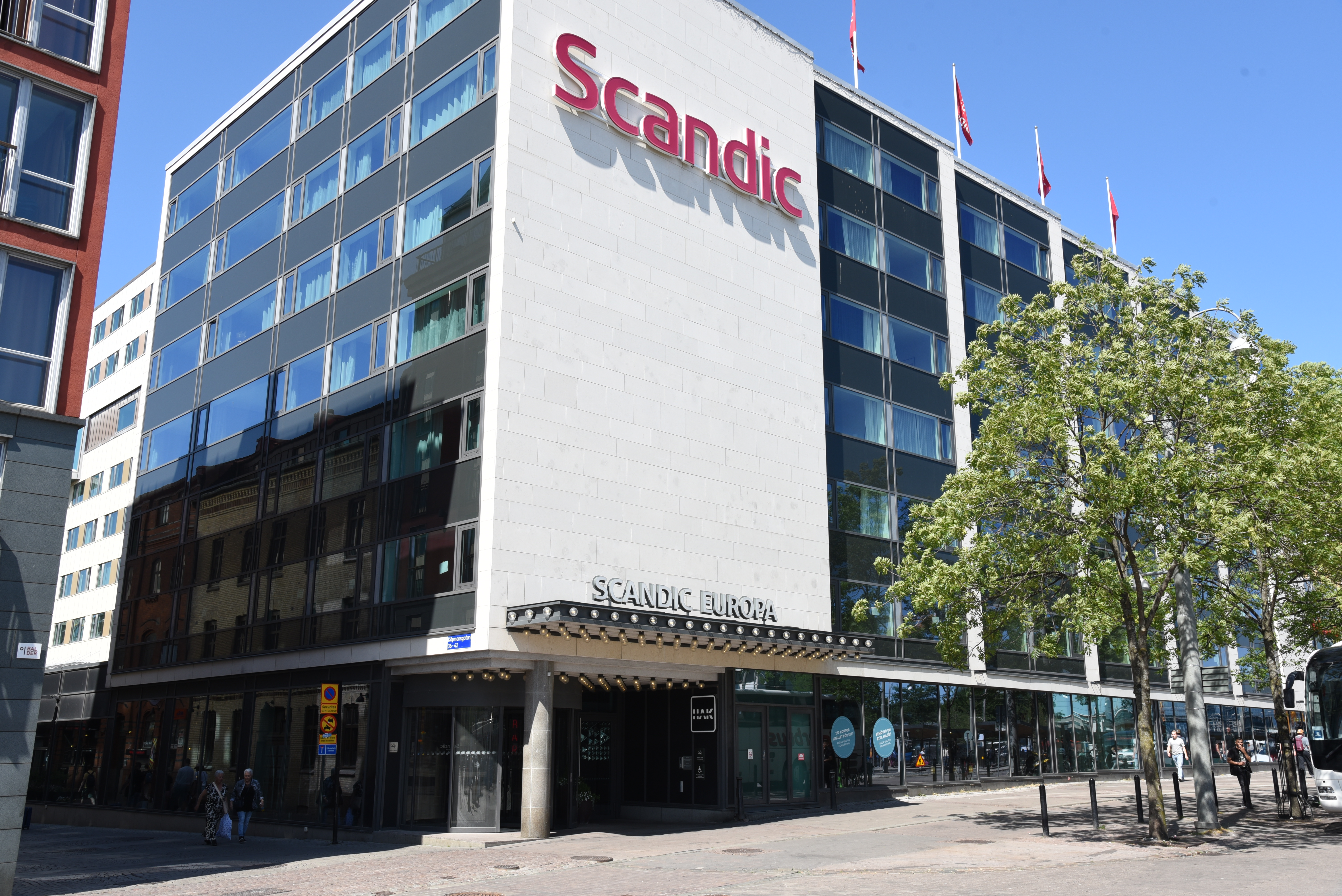
Nils Ericsonsgatan 21–19 med hotell Scandic Europa år 2023.
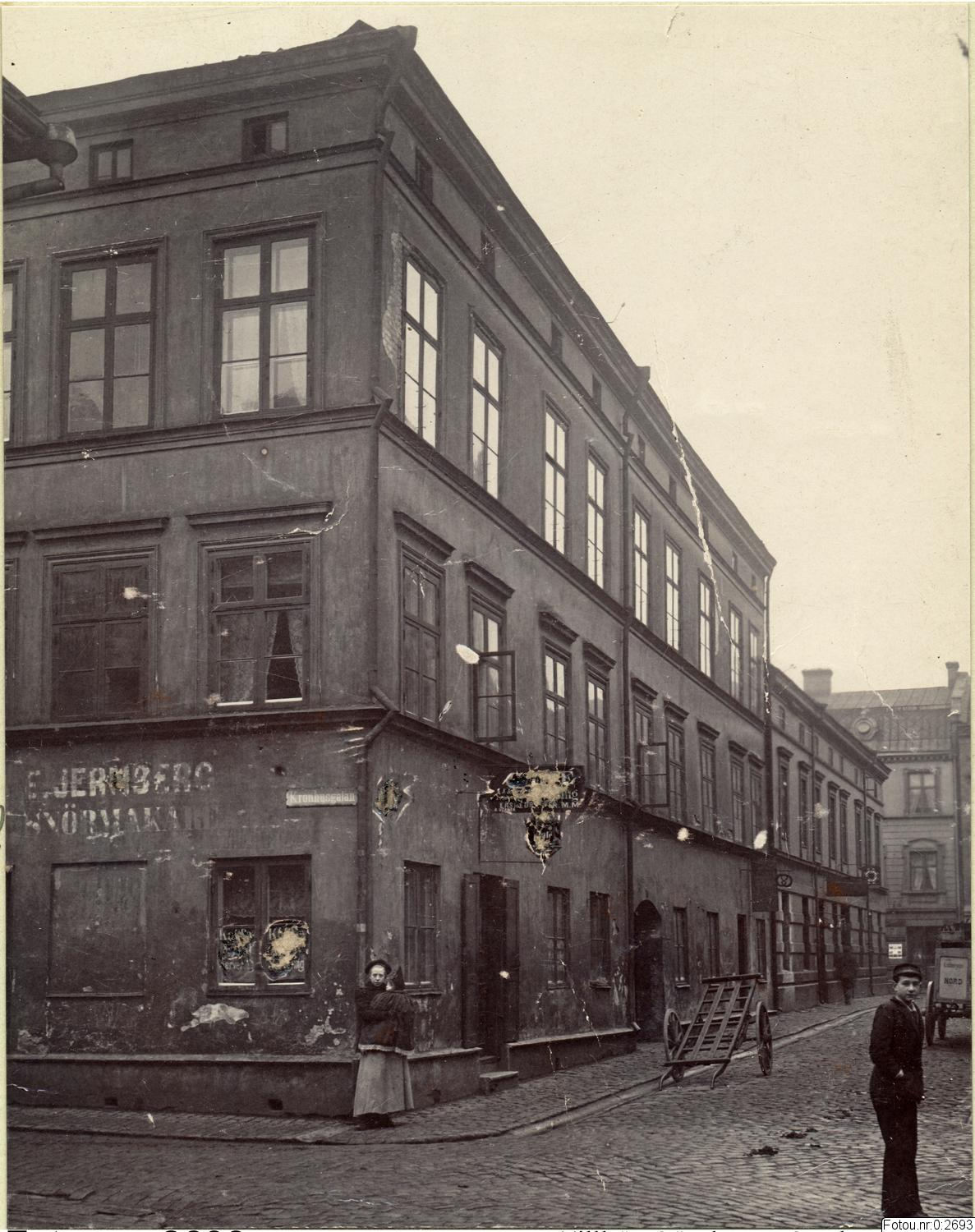
Korsningen Kronhusgatan 23 och Götgatan 6 på 1890-talet. Vid denna adress låg gästgivare Johan Söderlings gästgiveri, vilket gav kvarteret Gästgivaren dess namn.
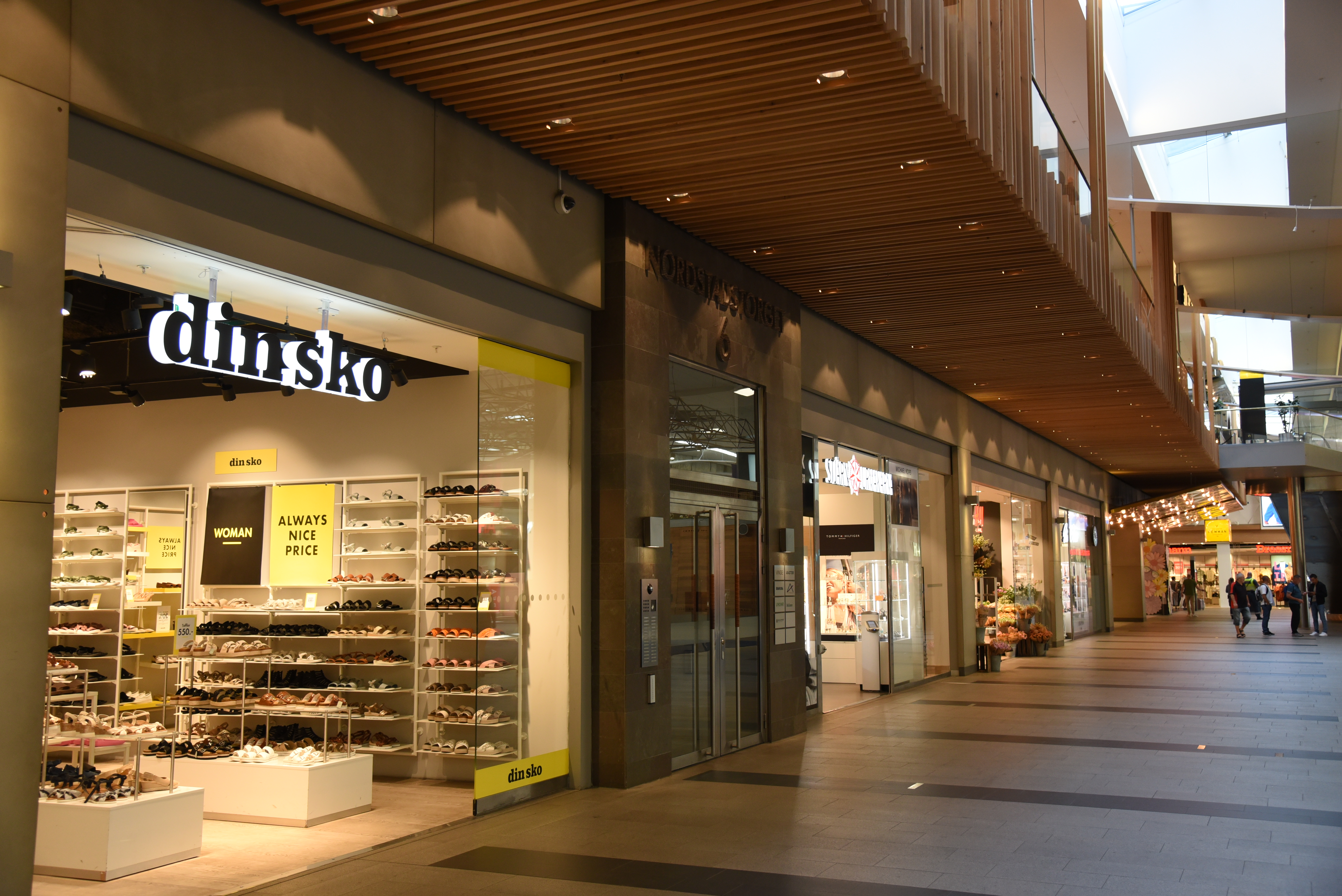
Nordstadstorget 6, motsvarande Götgatan 6 enligt gamla stadsplanen. Kronhusgatans sträckning i Östra Nordstaden utgick vid byggandet av affärscentrumet Nordstan.
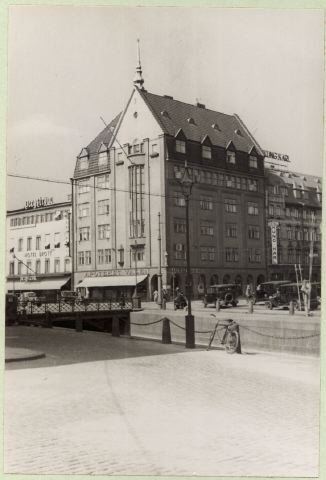
Apoteket Vasen vid Norra Hamngatan 40/Nils Ericsonsgatan 25 år 1934.
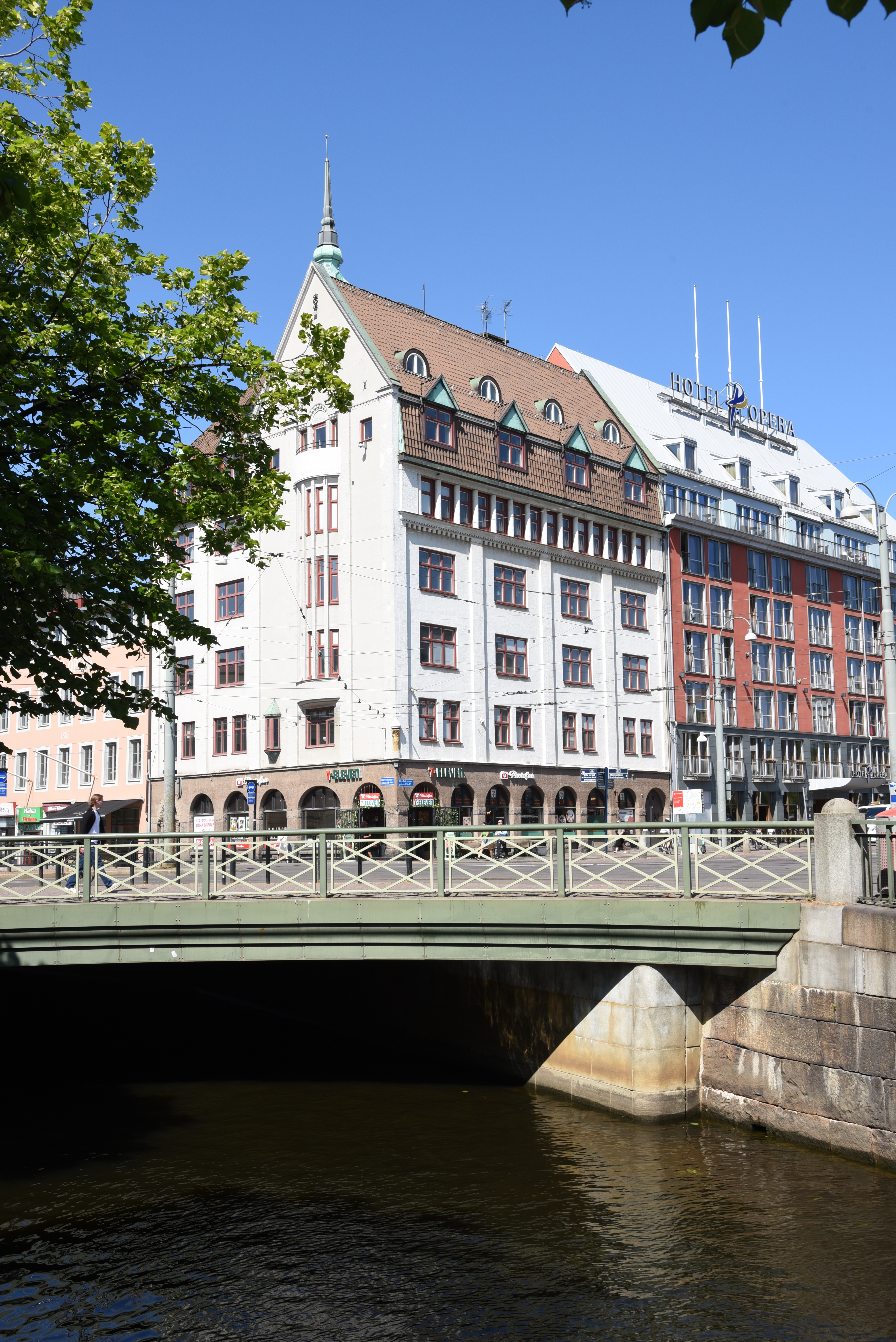
Norra Hamngatan 40 – Nils Ericsonsgatan 25–23.
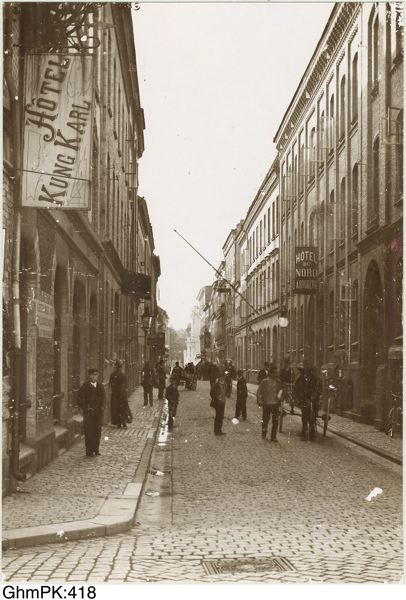
Köpmansgatan sedd från Nils Ericsonsgatan år 1901. Till vänster Hotel Kung Karl, till höger Hotel du Nord.
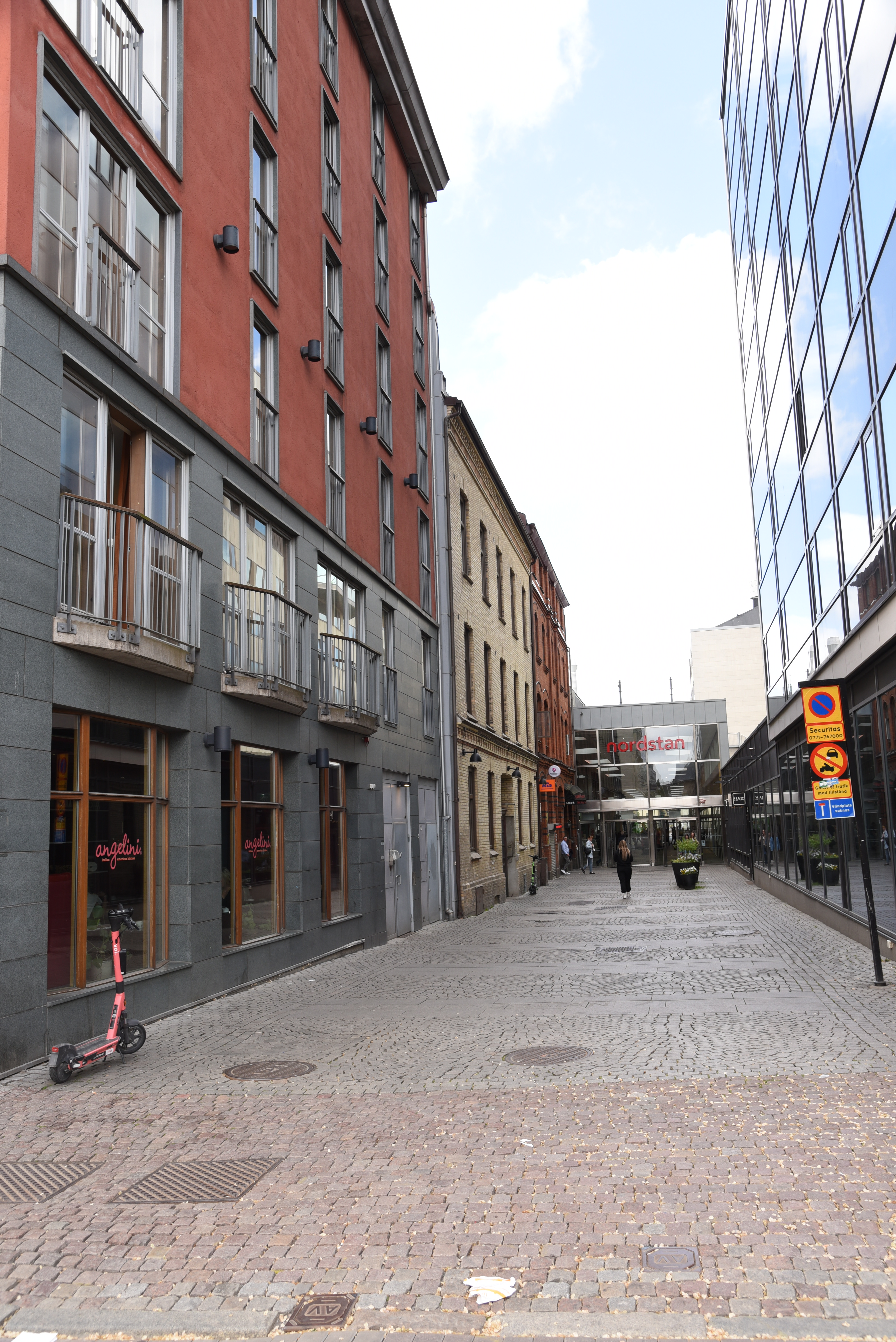
Köpmansgatan sedd från Nils Ericsonsgatan år 2023. Till vänster Hotel Opera, till höger hotell Scandic Europa.
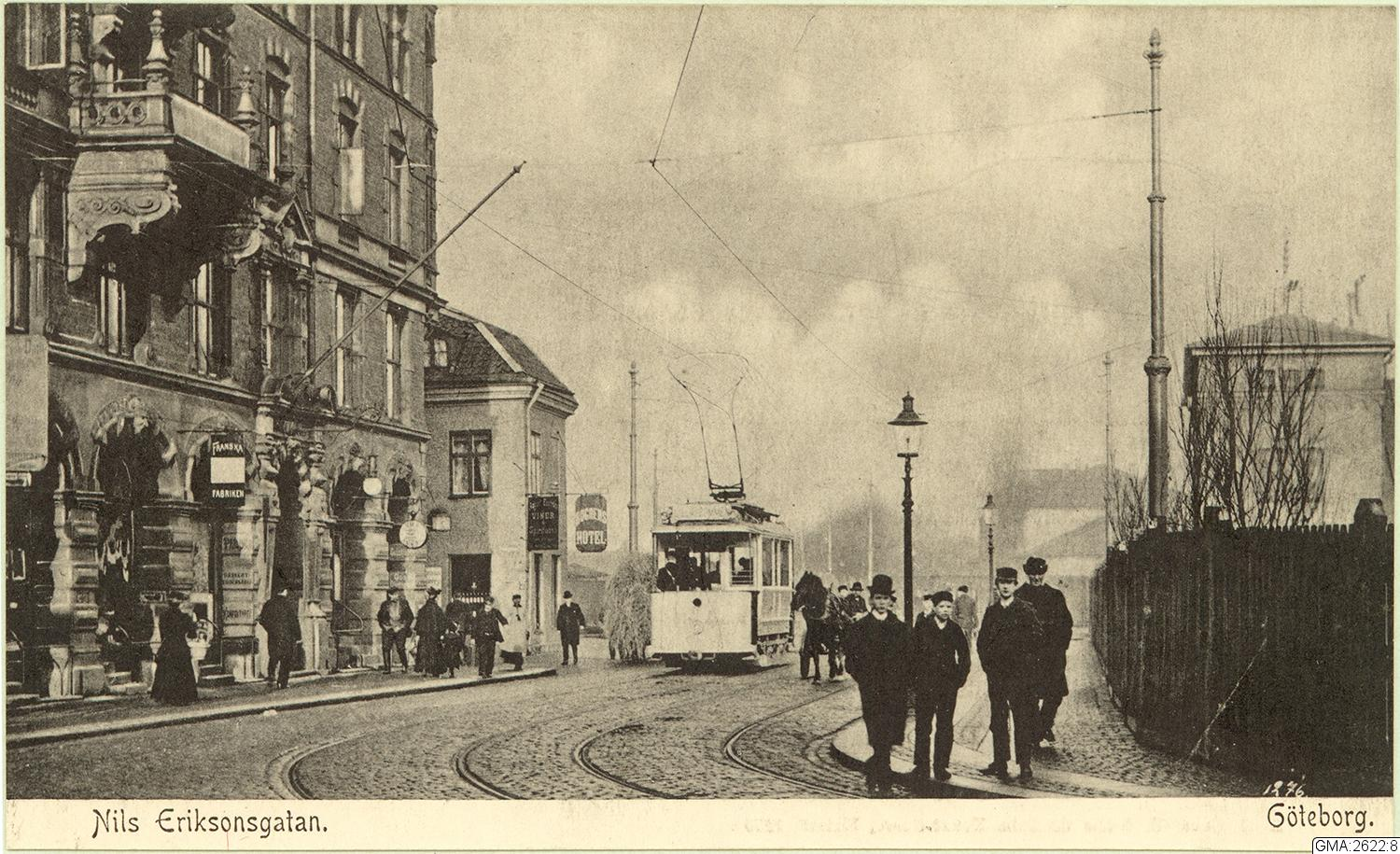
Nils Ericsonsgatan omkring år 1910. Till vänster Nils Ericsonsgatan 19 med Hotel Continental.
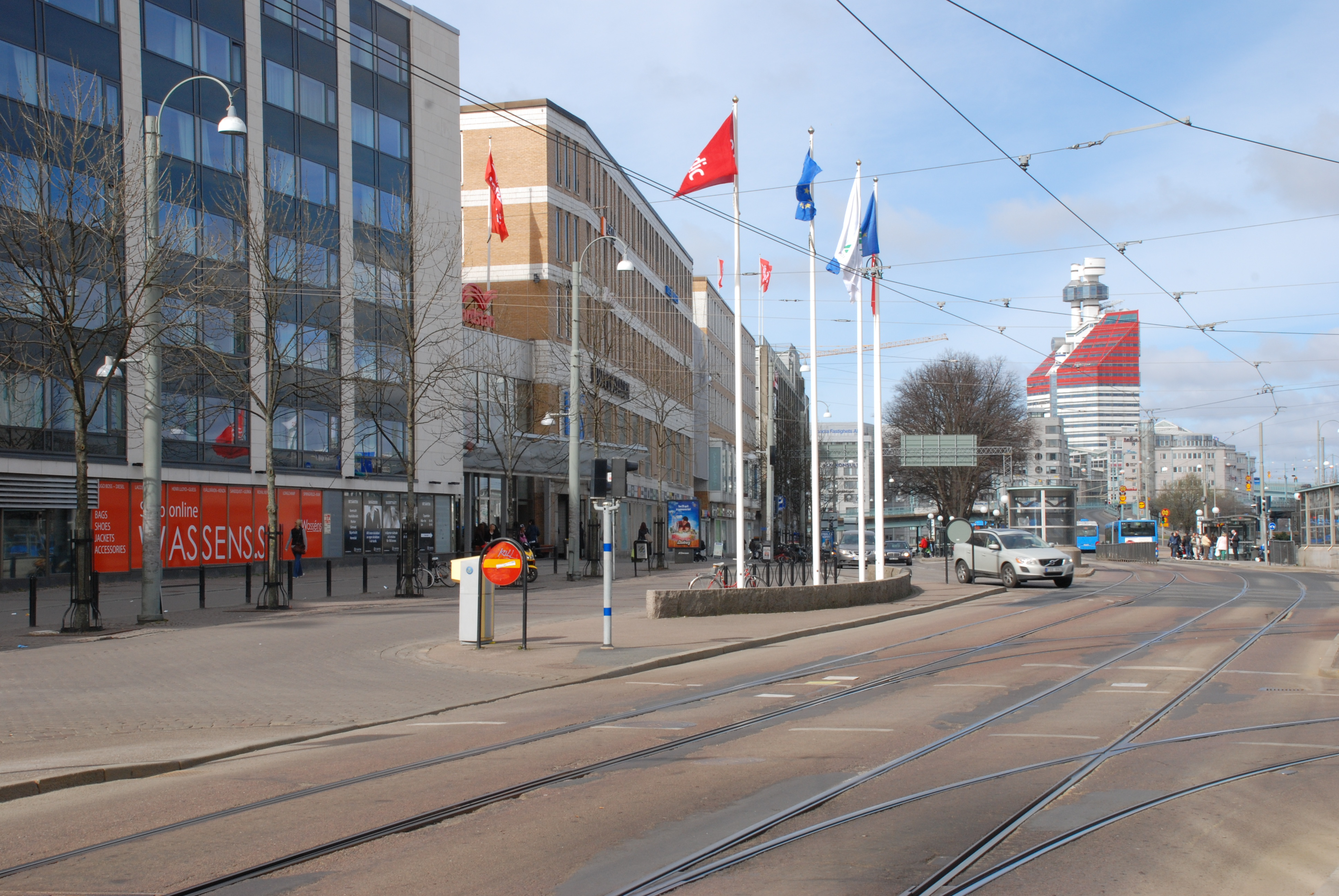
Nils Ericsonsgatan år 2012.Till vänster Nils Ericsonsgatan 19 med hotell Scandic Europa.
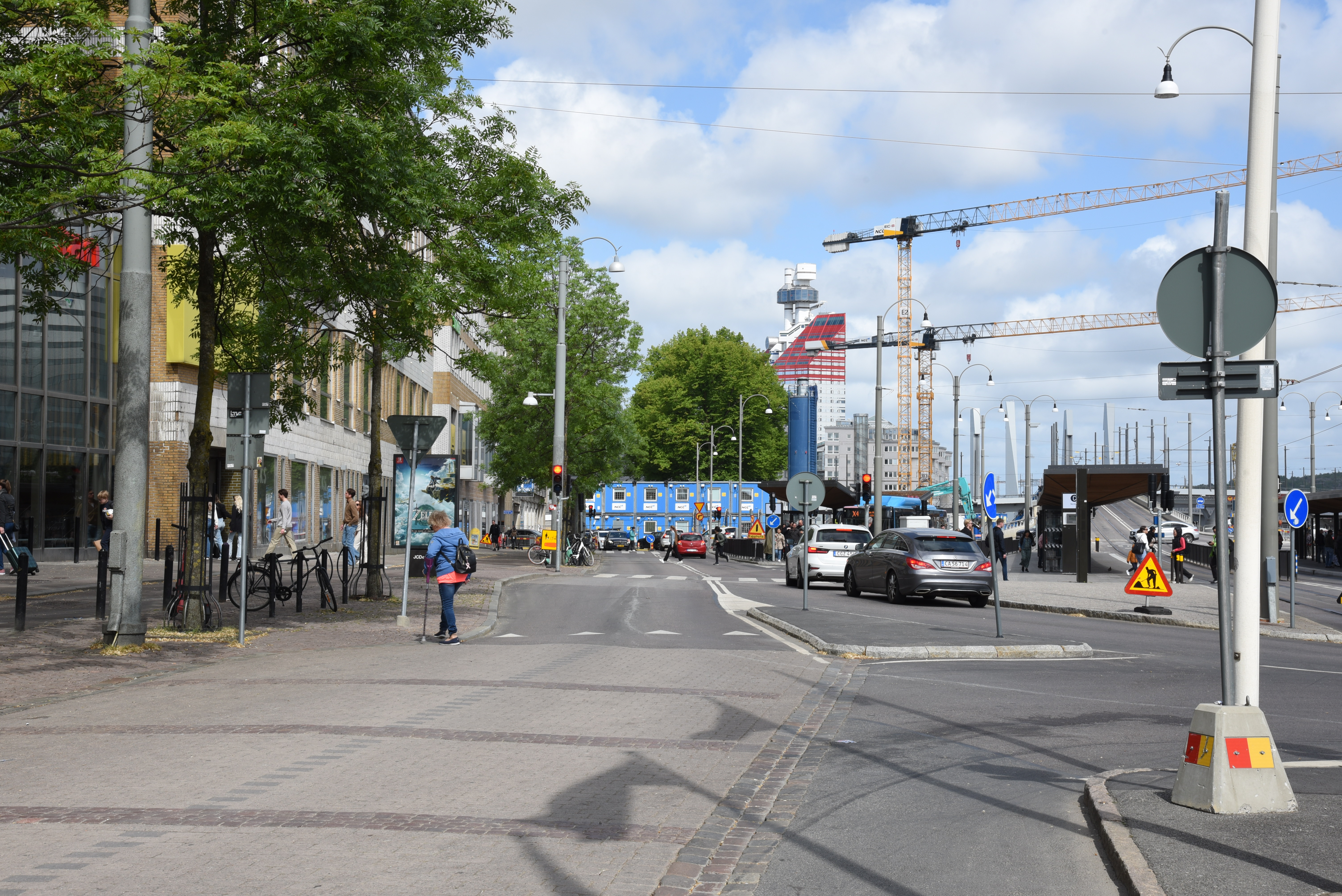
Nils Ericsonsgatan år 2023.